# Oktoberfest
Vous lisez un « bon article » labellisé en 2011.
L’Oktoberfest (« fête d'octobre » en allemand, souvent désignée par les Munichois par die Wiesen, en référence au site sur lequel elle a lieu, la Theresienwiese (cf. ci-après)) est une fête populaire connue dans les pays francophones sous le nom de fête de la bière, se déroulant à Munich en Allemagne. De nos jours, elle commence le premier samedi de la deuxième quinzaine de septembre à midi exactement, et se termine le premier dimanche d'octobre, sauf si celui-ci est le 1er ou le 2 octobre auquel cas la fête est prolongée jusqu'au 3. Elle dure donc de seize à dix-huit jours. L’Oktoberfest a lieu près du centre de Munich, sur un terrain aménagé de 42 hectares, la Theresienwiese (« prairie de Thérèse »), parfois raccourci en die Wiese (« la prairie »). Afin de préserver le caractère familial de la fête, une fête foraine et des lieux de restauration sont installés autour des tentes. L’Oktoberfest est la plus grande fête foraine au monde. On y trouve des attractions historiques mais aussi de très modernes.
Créé le 17 octobre 1810 lors des fêtes qui suivirent le mariage du futur roi Louis Ier de Bavière avec la princesse Thérèse de Saxe-Hildburghausen le 12 octobre 1810, le jubilé de la fête a été célébré en 2010 à l'occasion de son 200e anniversaire. En 2013, elle a attiré 6,4 millions de visiteurs en seize jours. La fête commence par un défilé de plus de huit mille personnes portant le costume traditionnel : la culotte de peau (Lederhose) pour les hommes et la robe à manches bouffantes et tablier de couleurs vives (Dirndl) pour les femmes. Le public se rassemble dans de grandes tentes festives où il peut consommer de la bière en écoutant de la musique. Environ 6 millions de litres sont ainsi bus chaque année.
La bière allemande est vendue à l'intérieur de quatorze tentes géantes montées et décorées pour l'occasion, ainsi que dans des tentes plus modestes et dans les « jardins à bière » (Biergarten) attenants. La bière est servie dans des Mass, des chopes d'un litre. Sous les tentes, des orchestres interprètent des chansons et musiques bavaroises traditionnelles, auxquelles viennent s'ajouter, vers le soir, des chansons à succès allemandes et internationales. Généralement le public, debout sur les bancs, reprend en chœur ces chansons.
En un peu plus de 200 ans d'existence, l'Oktoberfest n'a pas eu lieu à 24 reprises.
L'édition 2020, initialement prévue du 19 septembre au 4 octobre, est annulée le 21 avril par les autorités locales, en raison de la pandémie de coronavirus et l'interdiction des manifestations de masse en Allemagne,.

## Dénomination

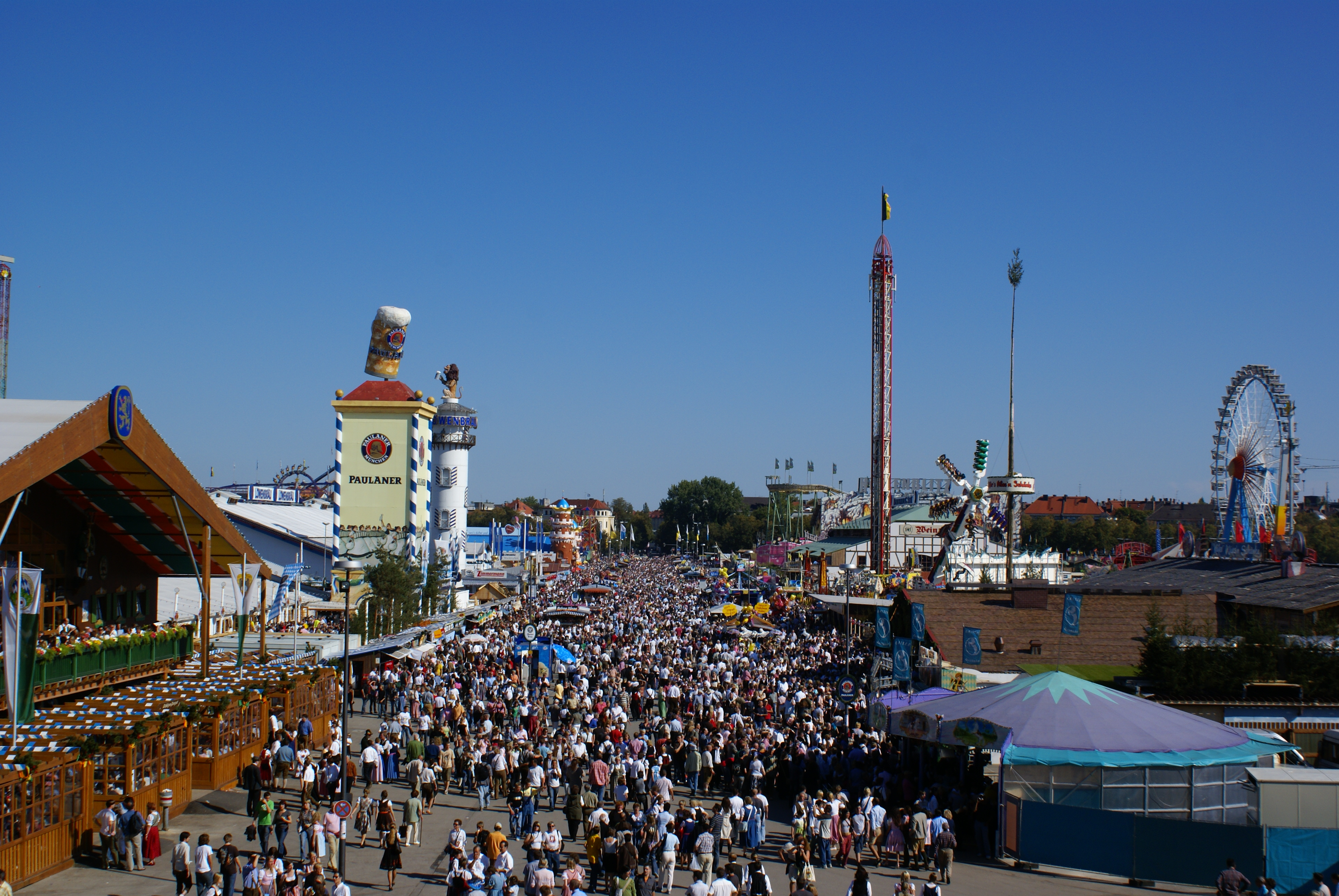
Oktoberfest 2007

Les Bavarois nomment généralement l'Oktoberfest par le terme die Wiesn : « la prairie ». La fête s'est initialement appelée Theresens-Wiese. C'est notamment ce terme qui apparaît dans un écrit du prince-héritier Louis en date du 19 novembre 1810. Aux environs de l'année 1815 le nom de Theresienwiese commence à s'imposer. Ce terme désigne par extension la fête qui se déroule sur la prairie, c'est-à-dire, l’Oktoberfest. L’usage tronque ce mot et le terme Wiesen est introduit à l'écrit durant les années 1890. La prononciation bavaroise fait à son tour évoluer l'usage en Wies'n. En 1985, l'office du tourisme de Munich emploie pour la première fois à l'écrit le terme Wiesn sans apostrophe.
L'évolution du nom de la fête contraste avec celui qui désigne le lieu où elle se déroule. Dès 1810, l'usage consacre les termes d'Oktober-Festen. Malgré la perte du pluriel au cours des années, l’appellation a peu évolué pour devenir Oktoberfest. En français, le terme se traduit littéralement par « fête d'octobre », mais l'expression habituelle est « fête de la bière ».

## Historique

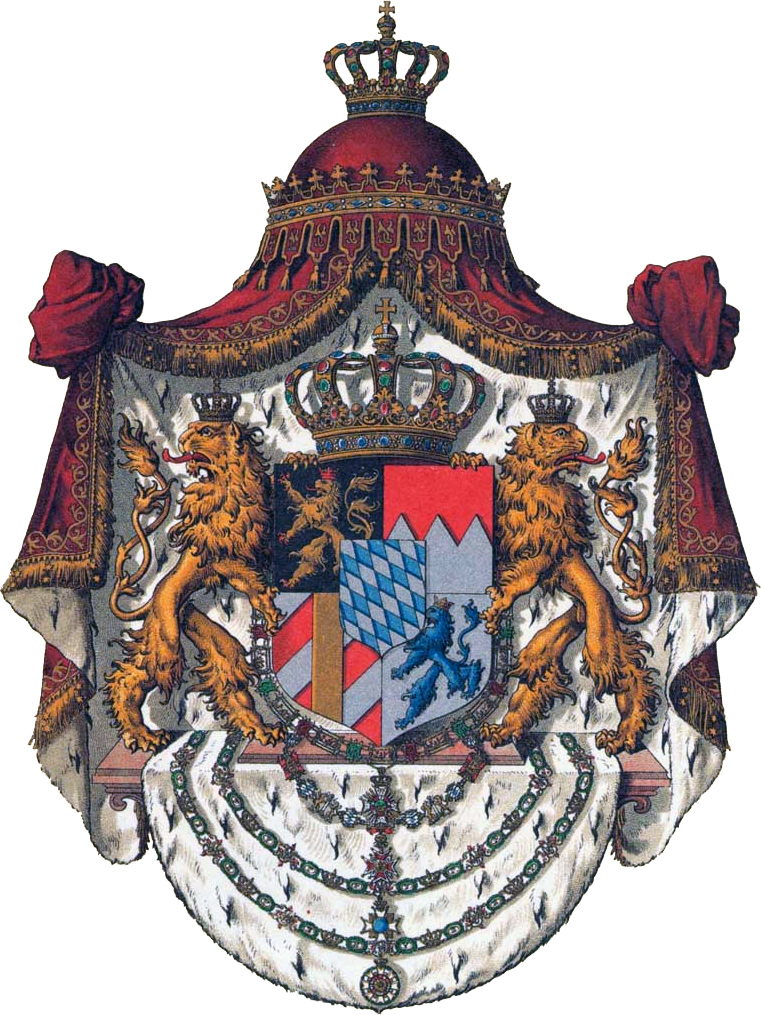
Armoiries des rois de Bavière.

### Première fête d'octobre
Avant la création de l'Oktoberfest, les fêtes de la bière étaient déjà courantes en Bavière et dans le reste du monde germanique. En effet, elles permettaient de déstocker la bière brassée en mars (dite Märzen), avant le commencement de la nouvelle saison de brassage.
La première fête de la bière eut lieu le 17 octobre 1810. Le 12 octobre de cette année, pour que le public honorât leur mariage, le prince héritier — futur roi Louis Ier de Bavière — et la princesse Thérèse de Saxe-Hildburghausen firent organiser par Andreas Michael Dall’Armi une grande course hippique cinq jours après leur union, dans une prairie sous les murs de Munich. Celle-ci devint la « Theresienwiese », du prénom de la princesse. La fête ne changea jamais d'emplacement depuis,. Le roi Maximilien Ier en fit une véritable fête nationale et un moyen de renforcer le sentiment d'unité de la Bavière,. Alors que la population munichoise était de 40 000 habitants, l’événement réunit 50 000 spectateurs : la course fut un grand succès et la fête fut reconduite.

### Fête agricole centrale

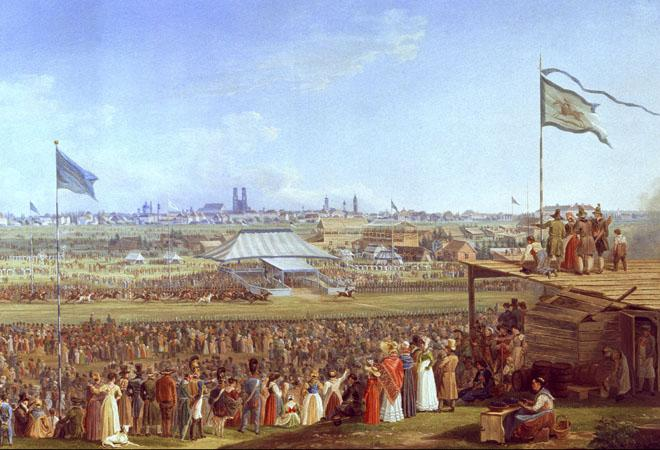
Course de chevaux en 1823 (tableau de Heindrich Adam).

L'« association agricole bavaroise » (Landwirtschaftliche Verein in Baiern) fut fondée en 1810 avec pour objectif d'améliorer les pratiques et techniques agricoles dans le royaume. Elle permettait également de rapprocher le souverain de ses paysans autrefois méprisés, et de mettre en œuvre sa politique du souverain éclairé.
Le 14 octobre 1811 l'association organisa la première « foire agricole centrale » sur la Theresienwiese sous le nom de Zentral-Landswirtschaftsfest (ZLF). En 1836, le gouvernement de Haute-Bavière reconnut que la fête agricole et l'Oktoberfest, bien qu'ayant lieu simultanément, étaient des manifestations distinctes. Durant la seconde moitié du XIXe siècle, la foire agricole perdit de son importance et une partie des exposants quittèrent la Theresienwiese. En 1909, la ZLF eut lieu pour la première fois sur le Theresienhöhe, terrain adjacent à la Wiesn.
La disparition de l'association organisatrice durant la période nazie mit un terme temporaire à cette manifestation. Celle-ci renaquit en 1949 et fut alors organisée tous les deux ans jusqu'en 1974, tous les trois ans de 1975 à 1995. Depuis 1996, elle est programmée tous les quatre ans.

### Développement

#### XIXesiècle

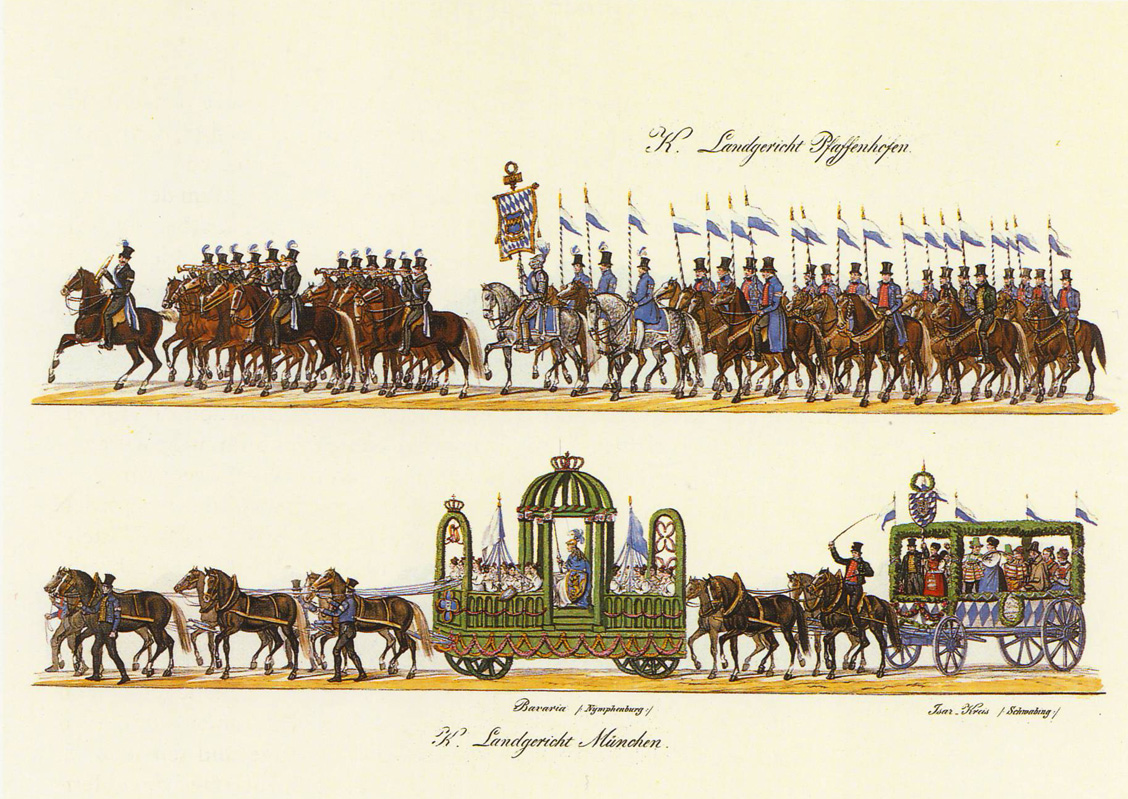
Défilé du jubilé de 1835.

En 1813, la Bavière était en guerre contre Napoléon et la fête n'eut pas lieu. Dès 1815, des épreuves sportives se déroulèrent pendant la fête. La fête se développa progressivement. Des arbres d'escalade vinrent s'ajouter à la piste équestres, bientôt suivis de jeux de quilles et de balançoires. Le premier carrousel apparut en 1818 et l'année suivante, la ville de Munich devint l'organisatrice de la fête ; statut qu'elle a conservé jusqu'aujourd'hui.
En 1835 eut lieu le premier jubilé de l'Oktoberfest pour ses 25 ans. Pour cette occasion, les habitants de Haute-Bavière furent invités à parader avec leurs habits journaliers. Des courses de chars antiques, ainsi qu'un tournoi athlétique préfigurant les Jeux olympiques modernes furent également organisés.
La statue Bavaria de Ludwig Schwanthaler et Leo von Klenze, fut inaugurée en 1850. Le « temple de la gloire » Ruhmeshalle fut installé à ses pieds en 1853. Quelques éditions de la fête furent annulées. En 1853 une épidémie de choléra empêcha le déroulement de la fête en 1854, ce fut la guerre austro-prussienne en 1866 et la guerre franco-allemande en 1870.
À la fin du XIXe siècle, la fête d'octobre se transforma peu à peu en fête foraine, pour prendre l'aspect sous lequel elle est connue aujourd’hui. Pour profiter des conditions climatiques plus clémentes de fin septembre, la fête fut avancée en 1872 pour que seul le dernier dimanche de fête fût en octobre,. En 1881 s'ouvrirent les premières rôtisseries de poulets. En 1886, apparurent les premières ampoules électriques de l’Oktoberfest. L'eau et le gaz furent installés l'année suivante. La première grande tente fut construite en 1895 sous le nom de Zum Winzerer Fähndl ; d'autres suivirent, et, en 1907, six grandes tentes furent installées par les brasseries munichoises. En 1898 par Bernhard Dietrich écrivit la chanson pour trinquer célèbre sur l'Oktoberfest : « Ein Prosit der Gemütlichkeit. 1-2-3-gsuffa » dont le titre se traduit par « Santé !, convivialité, 1-2-3-c'est bu! ».

#### XXesiècle

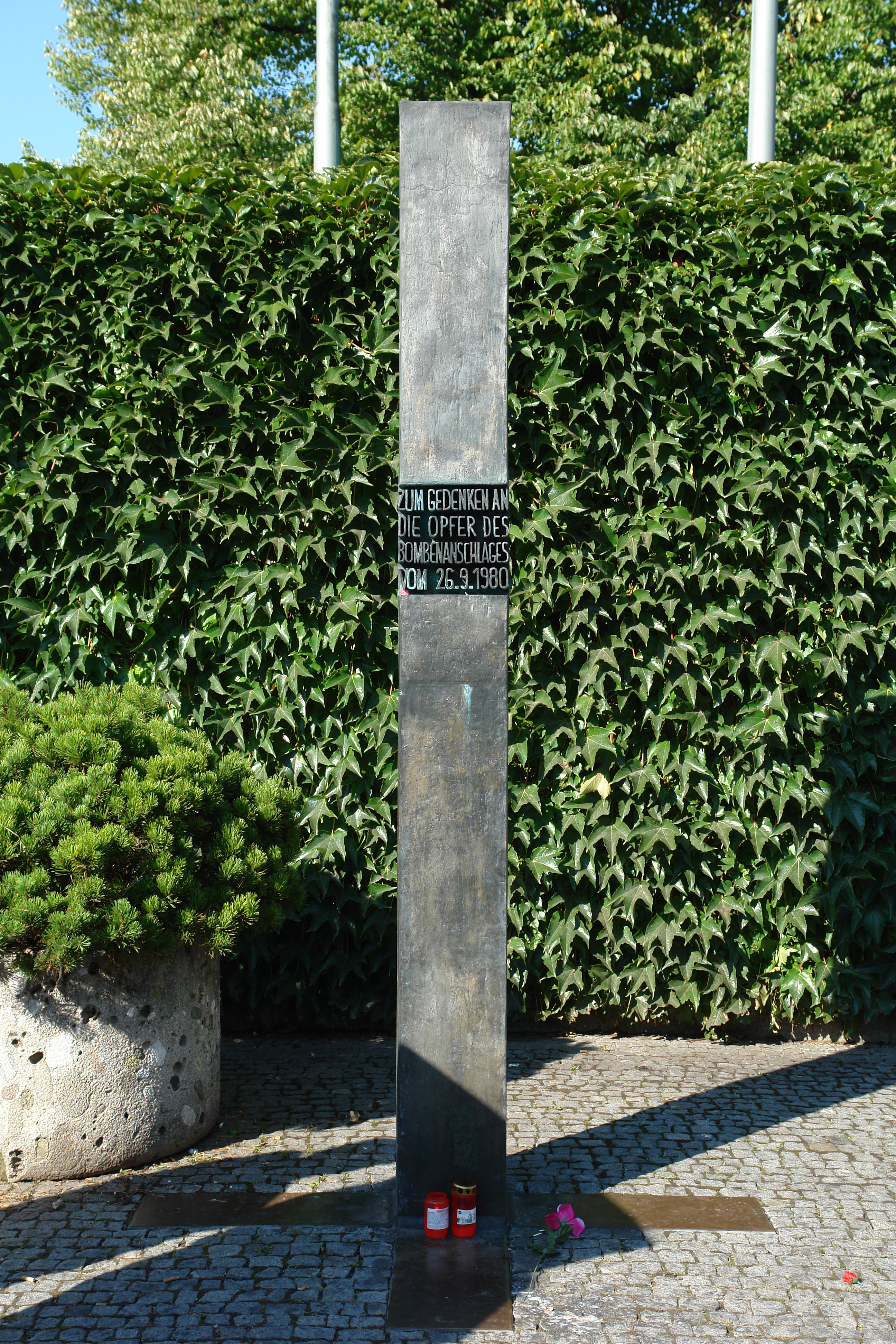
Monument en mémoire de l'attentat de 1980

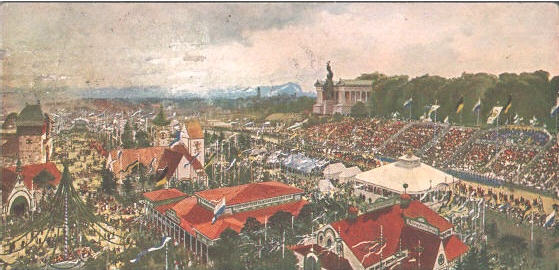
en 1930.

En 1910, la Wiesn fêta ses cent ans, un grand défilé fut organisé pour l'occasion avec pas moins de 1 000 participants,. Cette année-là, 12 000 hectolitres de bières furent vendus. La tente Braürosl, construite en 1913 avec une capacité de 12 000 visiteurs sur 10 500 m2, brûla partiellement pendant la guerre et ne conserva cette taille qu'un an. De nos jours, la tente de la Hofbräu München, avec environ 10 000 places, revendique le titre de la plus grande tente sur la pâture.
La fête n'eut pas lieu de 1914 à 1918 à cause de la Première Guerre mondiale. En 1919 et en 1920, seule une petite « fête d'automne » eut lieu. La vente de la bière de l’Oktoberfest, titrant environ 2 degrés d'alcool de plus que la bière normale, n'est alors pas autorisée,. Enfin, en 1923 et 1924, l'inflation obligea à de nouvelles annulations.
En 1933, les Juifs furent interdits d'Oktoberfest et, en 1936, le drapeau bleu et blanc de la Bavière fut remplacé par le drapeau à croix gammée. La fête fut récupérée par les nazis en 1935 pour le 125e anniversaire de la fête ; le mot d'ordre est « Stolze Stadt - Fröhlich Land », soit « ville fière, campagne joyeuse ». Durant la Seconde Guerre mondiale, soit de 1939 à 1945, la fête fut annulée. Enfin durant l'après-guerre, de 1946 à 1948, seule une « fête d'automne » fut mise en place. Depuis sa création, la fête a ainsi été annulée au total vingt-quatre fois.
En 1950 naquit la tradition des douze coups de canon qui marquent l'ouverture de la fête, ainsi, que celle qui veut que le maire de Munich (l'Oberbürgermeister), à l'époque Thomas Wimmer, doive tirer du premier tonneau, la première bière de la fête en déclarant « O' zapft is! » (« la bière est tirée »), à midi précis, et marquant le début de la vente de boissons alcoolisées sur le champ. Au cours des décennies suivantes, la fête de la bière se développa pour devenir la plus grande fête foraine au monde.
Les courses de chevaux furent abandonnées en 1913. Les nazis les réintroduisirent de 1934 à 1938. Après la guerre, seules les années de jubilé comportèrent des courses hippiques, à savoir les 150e et 200e anniversaires, respectivement en 1960 et 2010,.
Le 26 septembre 1980, un militant d'extrême-droite plaça près de l'entrée principale une bombe qui tua treize personnes et en blessa près de deux-cents autres. C'est l'attentat le plus meurtrier de l'histoire allemande.

#### L'Oktoberfestde nos jours

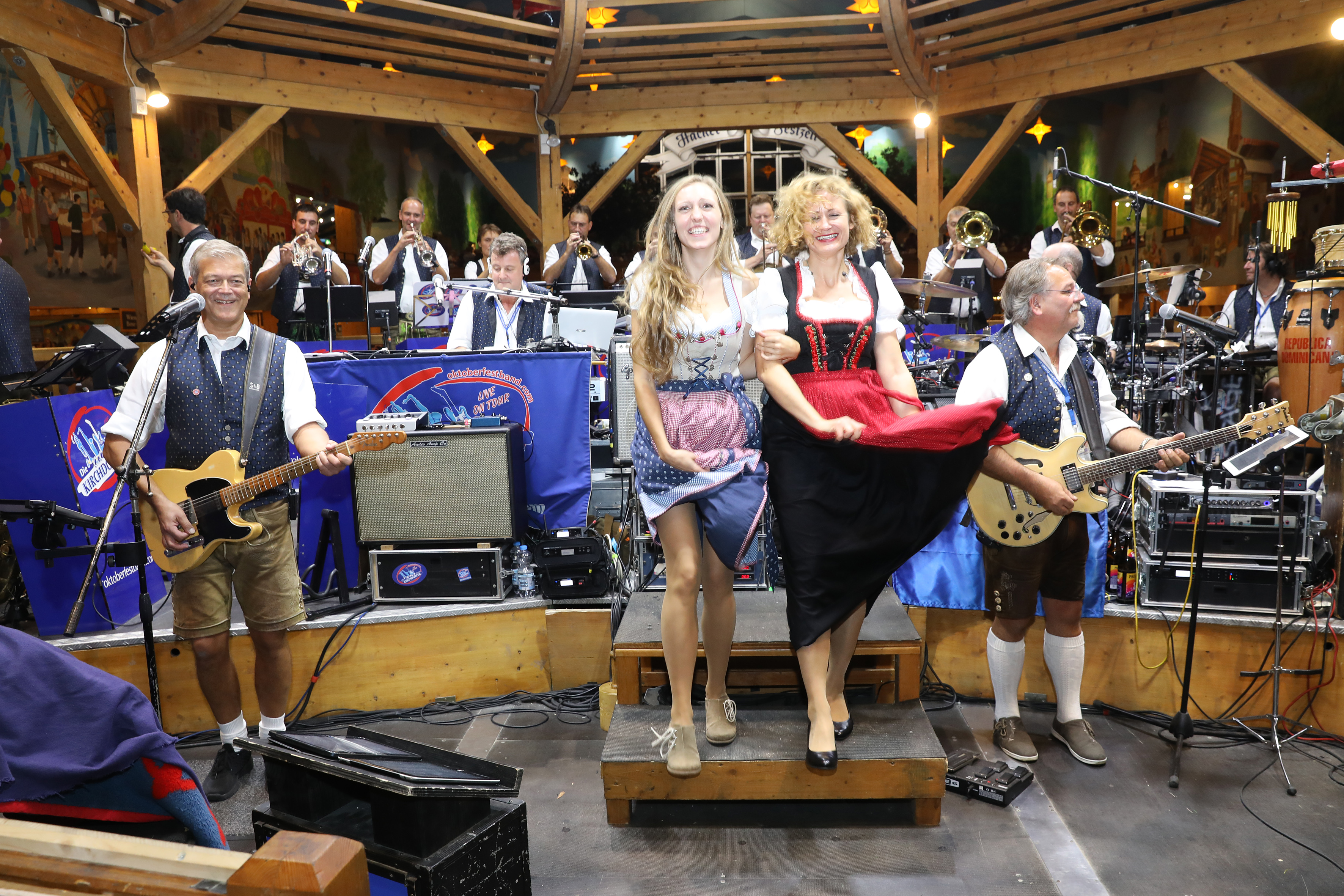
Le groupe Die Kirchdorfer lors de l'Oktoberfest de 2017.

L’Oktoberfest attire chaque année plus de six millions de visiteurs, parmi lesquels de nombreux étrangers. Ils représentent environ 19 % des personnes présentes sur la Wiesn ; parmi eux 17 % sont des Italiens, suivis par les Américains et les Britanniques. De manière plus étonnante, plus de 70 % des personnes sur l'Oktoberfest viennent de Bavière, seuls 9 % viennent du reste de l'Allemagne,. Depuis les années 2000 environ, les touristes viennent de plus en plus à la Wiesn en habits traditionnels bavarois, à savoir le Lederhose pour les hommes et le Dirndl pour les femmes.
La consommation excessive d'alcool de certains visiteurs devient un problème grandissant. Afin de préserver la bonne ambiance, une initiative a été prise en 2005 afin de responsabiliser les visiteurs, sous le nom Ruhige Wiesn. De même, sous les tentes, seule la musique traditionnelle allemande a le droit de cité jusqu'à 18h ; plus tard, de la musique pop est également jouée, avec une limitation du niveau d'intensité sonore à 85 dB. Tout cela est mis en œuvre pour permettre à l'Oktoberfest de rester un endroit accueillant pour les familles et les personnes âgées. La fête ne sert que la bière typique de Munich[réf. nécessaire].

### Musée de la bière et de l'Oktoberfest
Le Bier- und Oktoberfestmuseum ou « musée de la bière et de l'Oktoberfest » a été ouvert en 2005 dans une vieille maison de Munich construite en 1397. Il est consacré à la fois à l'histoire de cette boisson et à celle de la fête. Outre des expositions, on y trouve également des cours de dégustation de bière et un petit débit de boissons.
- six marques de bière présentes à l’Oktoberfest

six marques de bière présentes à l’
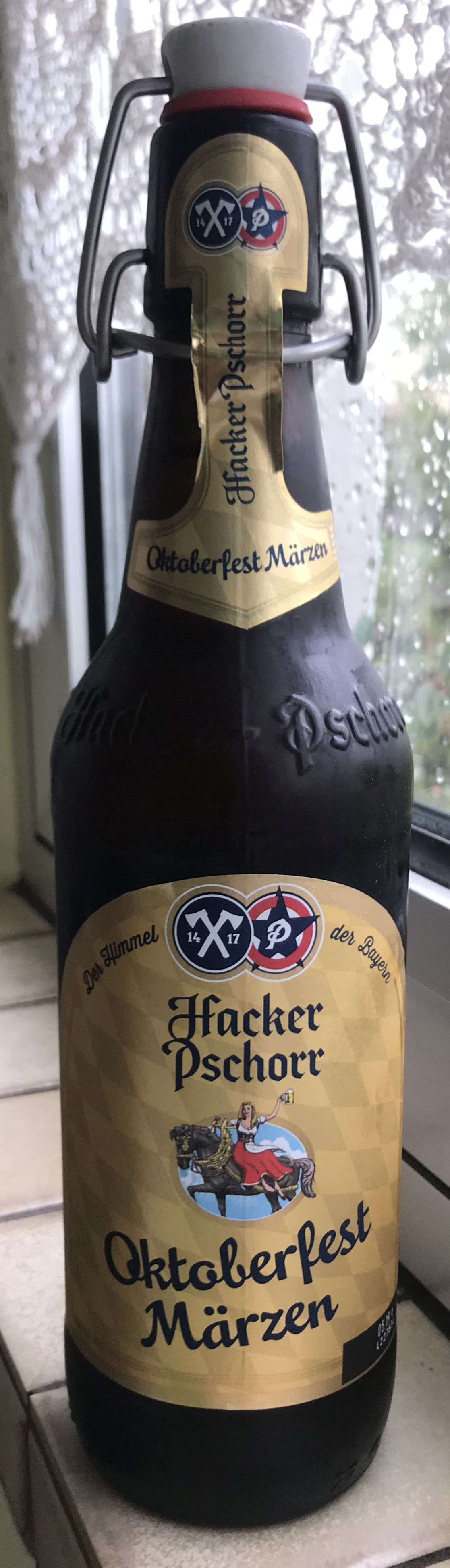
Hacker-Pschorr
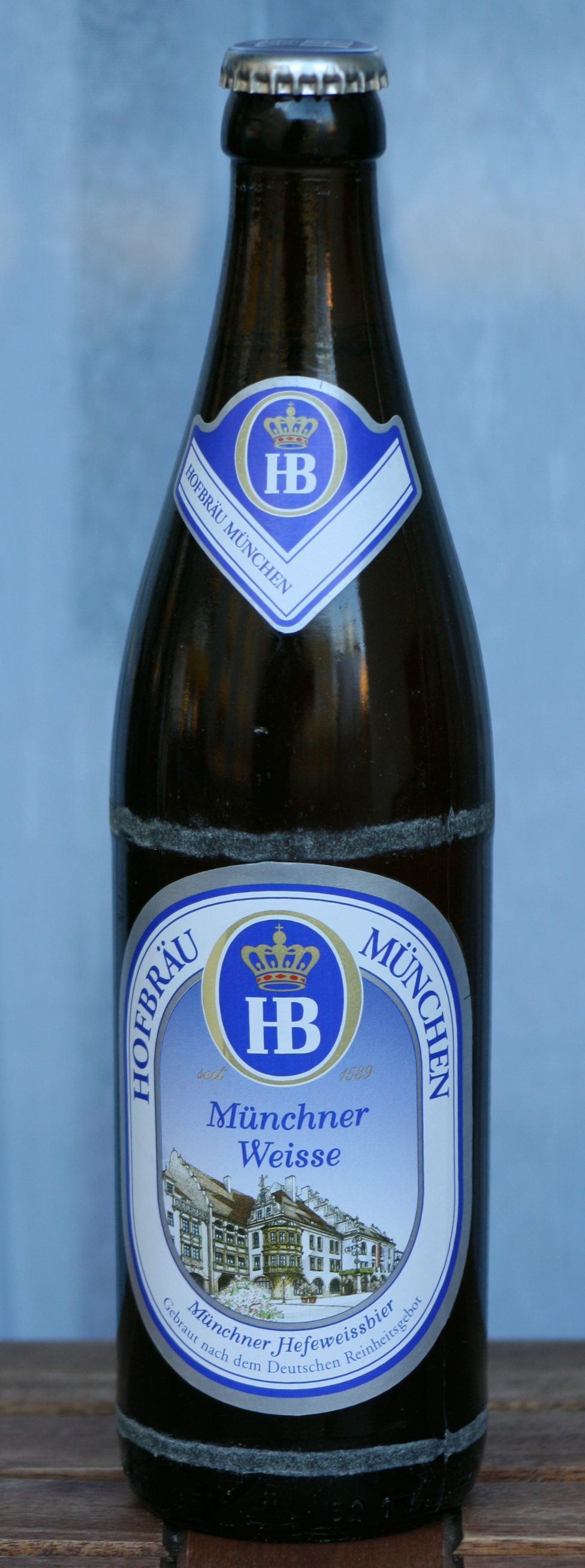
Hofbräu München
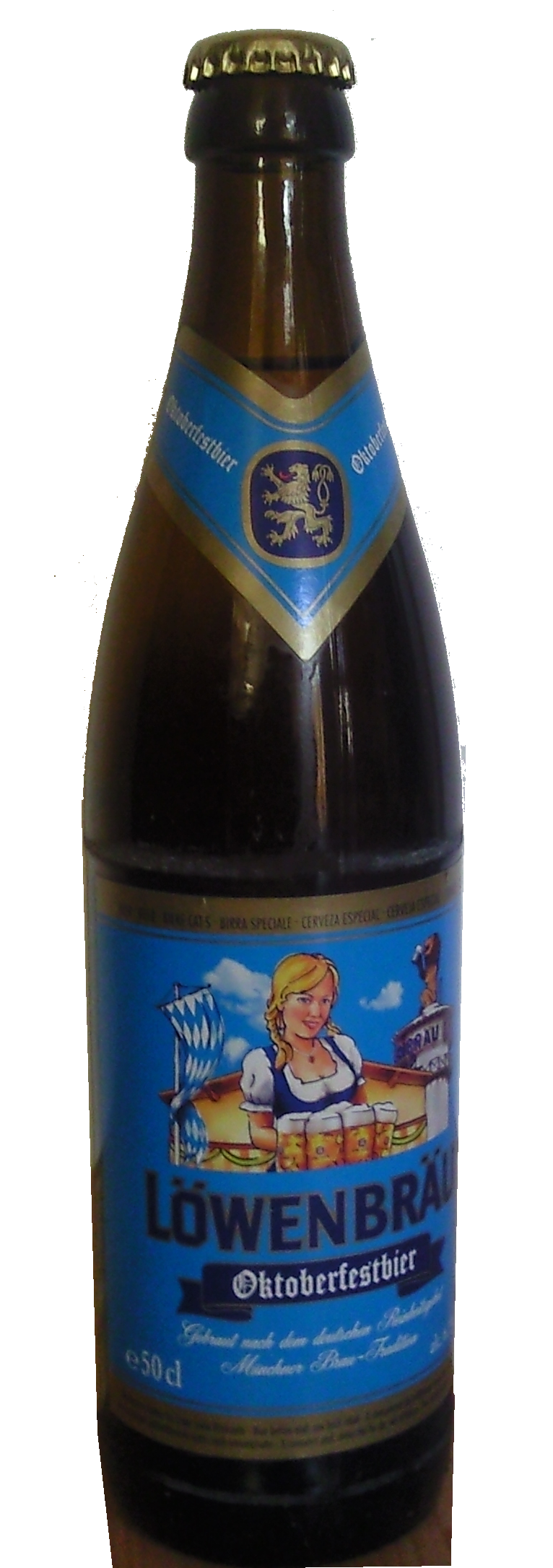
Löwenbräu
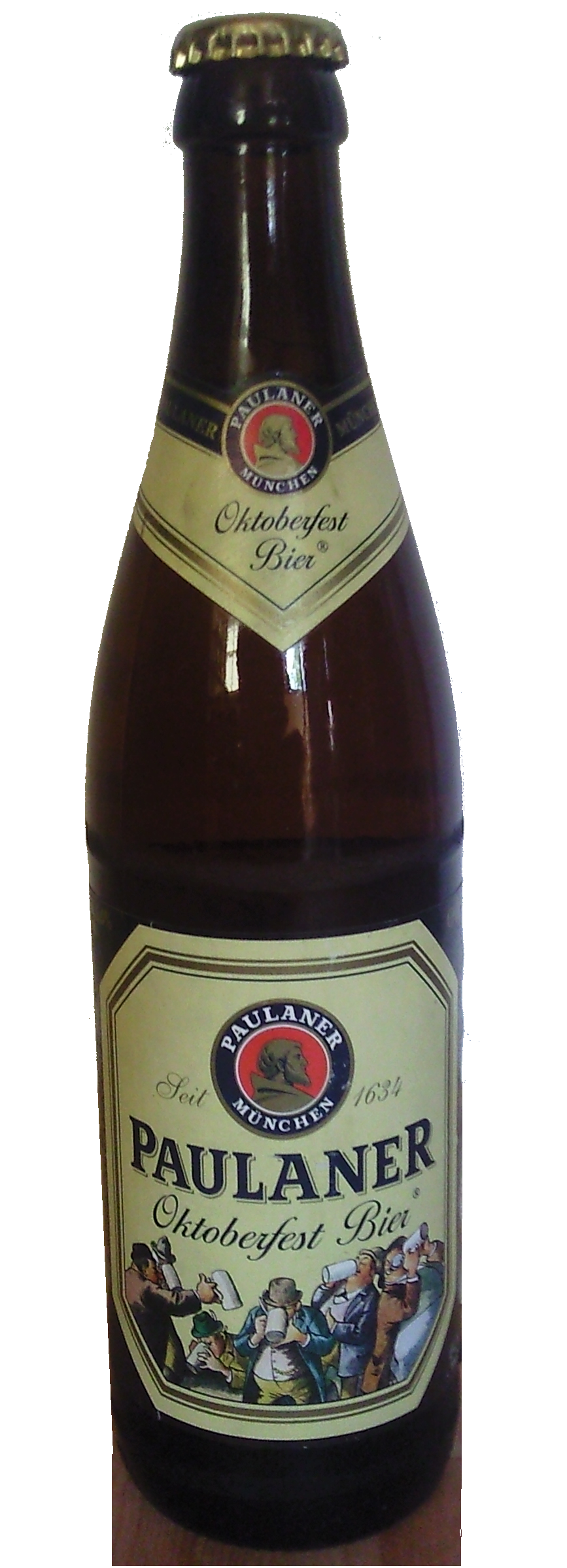
Paulaner
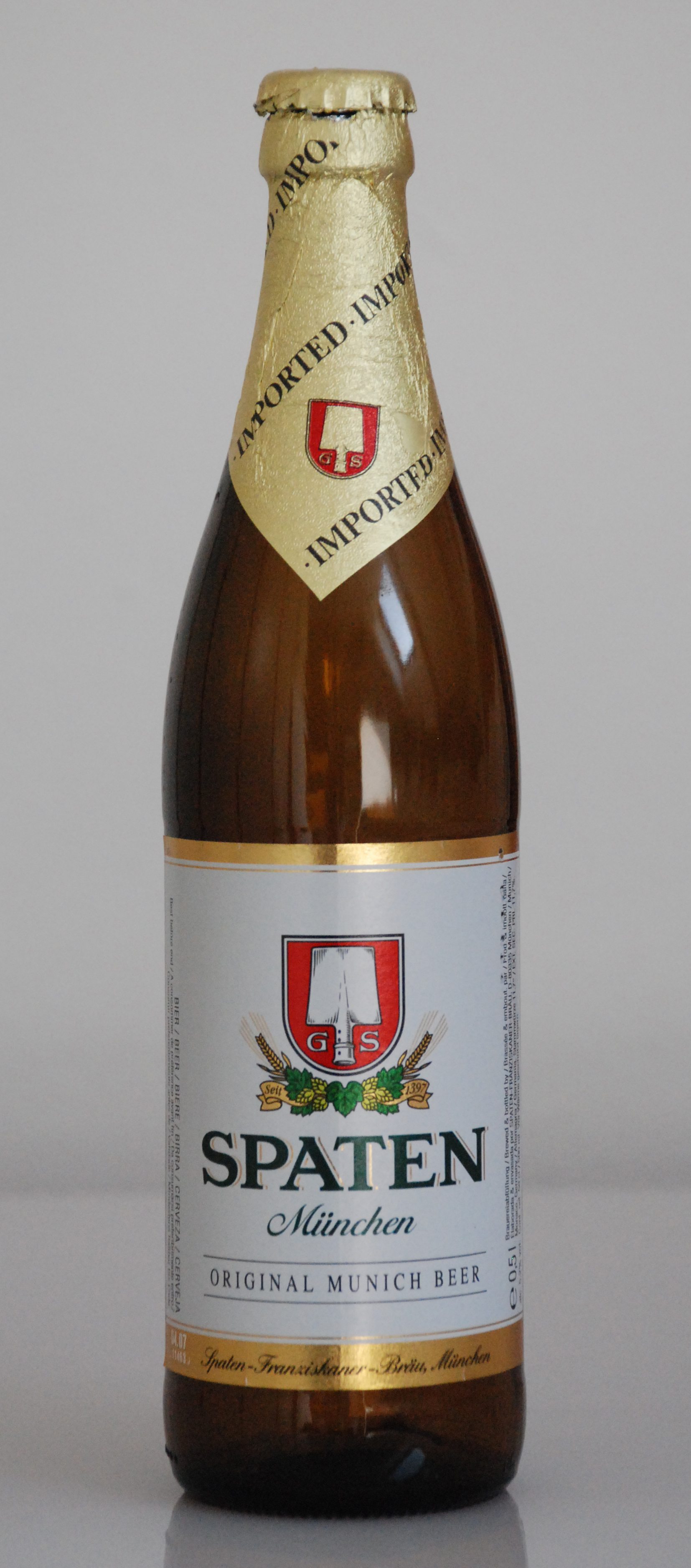
Spaten
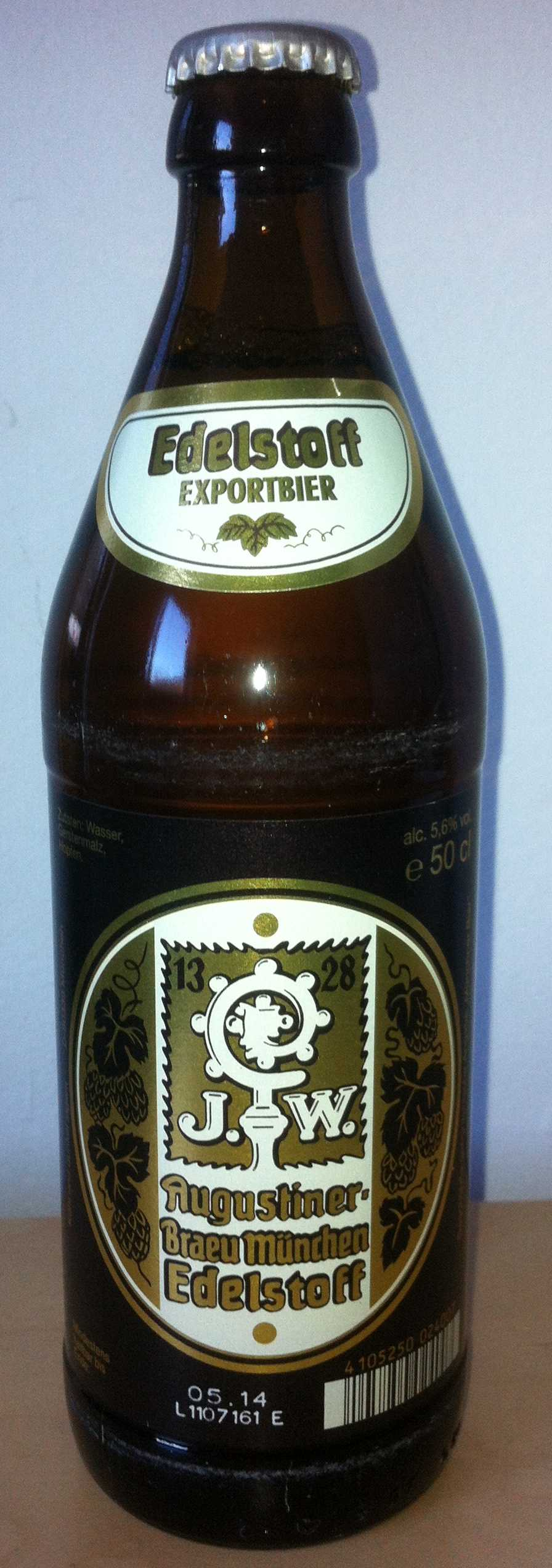
Augustiner

### L'Oktoberfestà travers le monde
Depuis la seconde moitié du XXe siècle, le succès des célébrations de l'Oktoberfest a dépassé les frontières de l'Allemagne et l'Oktoberfest de Munich est devenue une attraction touristique qui attire chaque année des milliers de visiteurs étrangers. Tout comme la Saint-Patrick ou le Nouvel An chinois, cette fête est aujourd'hui célébrée à travers le monde (même jusqu'en Australie). La marque Paulaner (la bière la plus bue lors de l'Oktoberfest à Munich) organise dorénavant des célébrations à travers l'Europe comme en Espagne avec l'Oktoberfest Madrid ou encore en Italie avec l'Oktoberfest Cuneo.
La France accueille également l'Oktoberfest France depuis 2015 avec l'Oktoberfest à Paris au Paris Event Center à La Villette. Depuis 2016, Marseille célèbre aussi la fête bavaroise au Palais de la Méditerranée au Parc Chanot.

## Temps forts

### Défilé inaugural
Bien qu'au XIXe siècle les brasseurs se rendaient à la fête sur des chariots parfois très décorés, on ne peut toutefois pas parler de défilé pour les éditions de cette époque : les brasseurs arrivaient généralement en ordre dispersé.
Steyrer Hans est considéré comme le précurseur du défilé inaugural. Pour faire de la publicité, ce brasseur décora en 1879 ses deux attelages, l'un pour la bière et l'autre pour le service, pour se rendre sur la Theresienwiese. Le défilé de l’Armbrustschützengilde, la « guilde des arbalétriers » avec ses membres déguisés en lansquenets, fut fondée en 1891 et fait également figure de précurseur du défilé inaugural. À partir de 1909, avec l'apparition des problèmes de circulation, le défilé dut contourner la Marienplatz. C'est seulement en 1925 que, pour la première fois, plusieurs brasseurs firent le chemin ensemble. Il s'agissait des taverniers de la Löwenbraü, de la Pschorrbraü et de la Thomasbraü. En 1933, le régime national-socialiste nouvellement en place imposa à tous les taverniers de participer à ce défilé. Finalement, en 1936, les serveuses et les brasseurs furent également priés d'y prendre part. Depuis 1960, le défilé est limité à 90 chevaux et les camions en ont été bannis ; il s'agit désormais d'un véritable spectacle.
Depuis, le défilé, démarrant le samedi matin de la Sonnenstrasse, rue de Munich, marque le début de l'Oktoberfest. Il est mené par une jeune fille déguisée en moine, le Münchner Kindl, symbole de la ville, et par le maire en fonction,. On trouve dans ce défilé de magnifiques attelages tirant des chariots portant des tonneaux (vides de nos jours) aux couleurs de chaque brasserie, ainsi que des chariots dans lesquels se trouvent les serveurs et brasseurs allant officier pour deux semaines. Parfois, des orchestres de Guggenmusik défilent également.

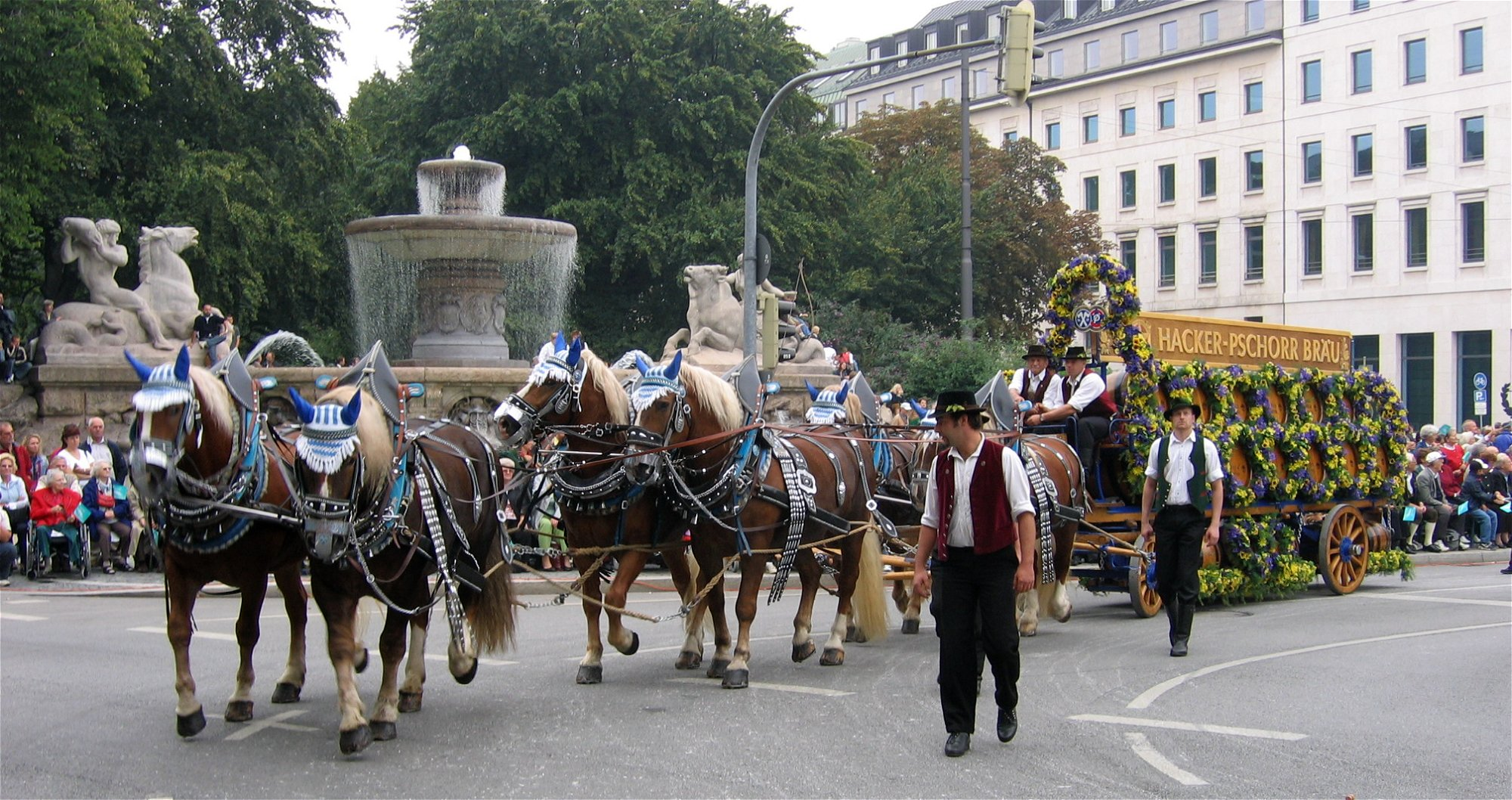
Attelage de la brasserie Hacker-Pschorr
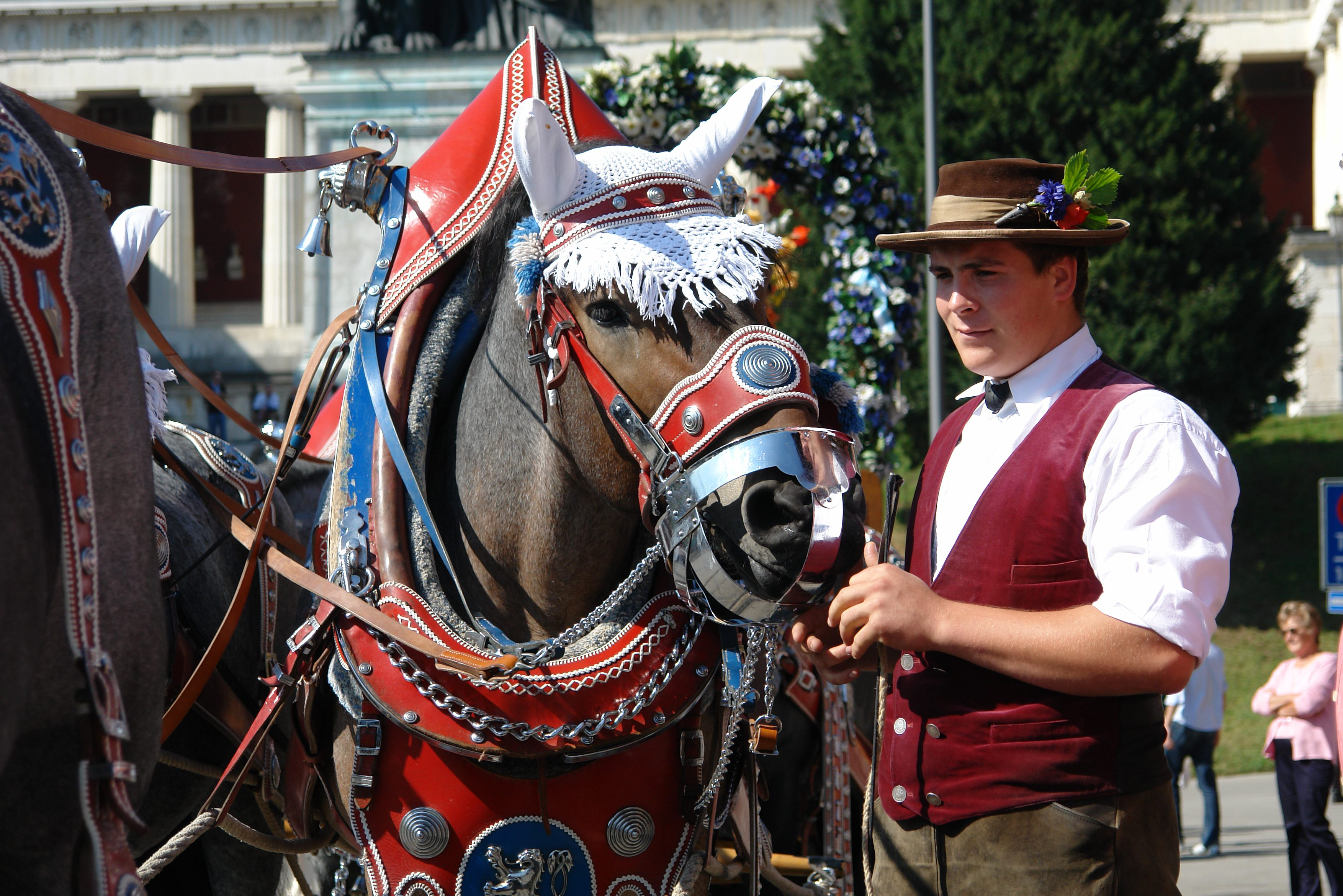
Cocher avec son attelage
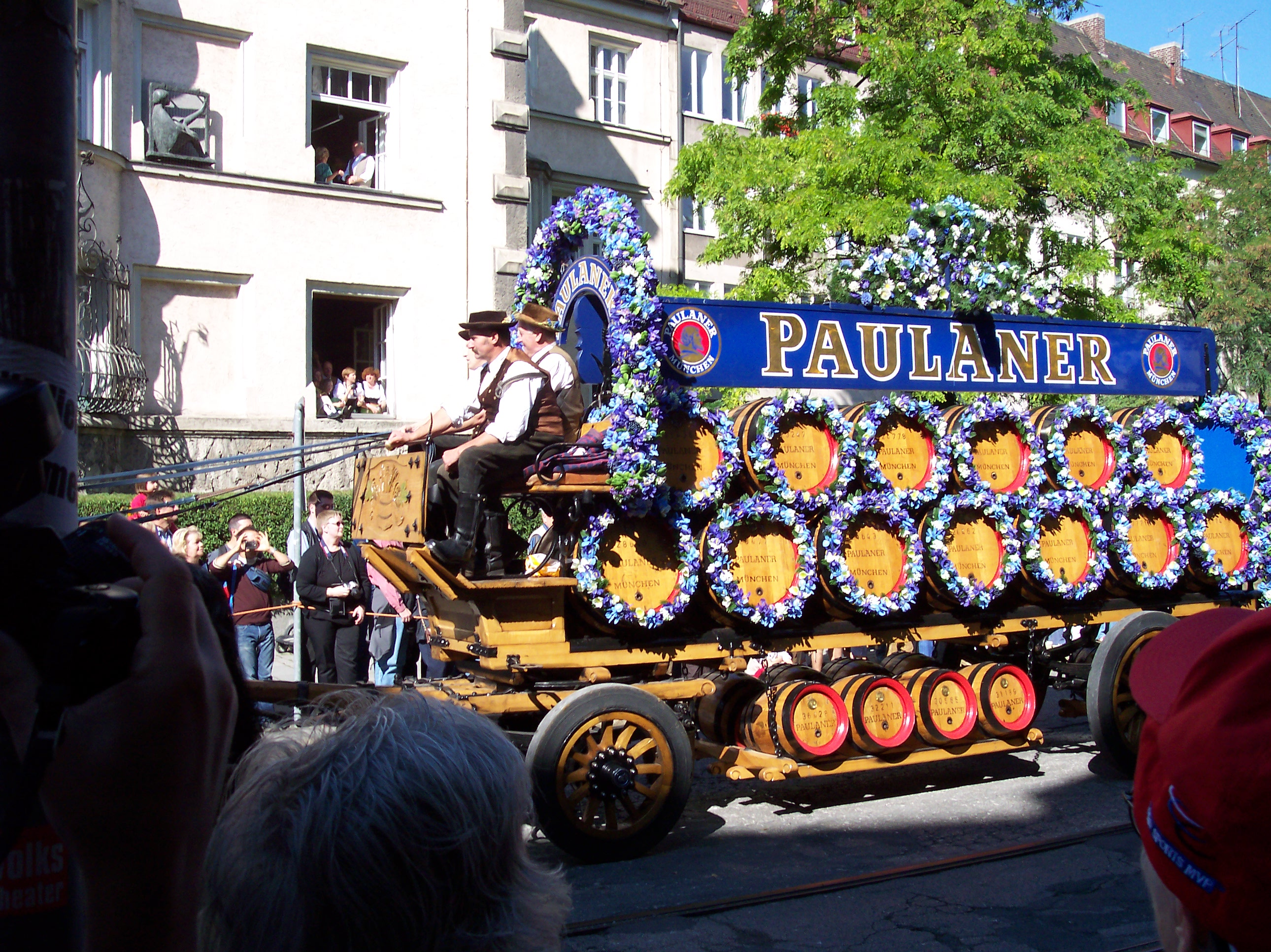
Attelage de la brasserie Paulaner

### Ouverture du premier tonneau

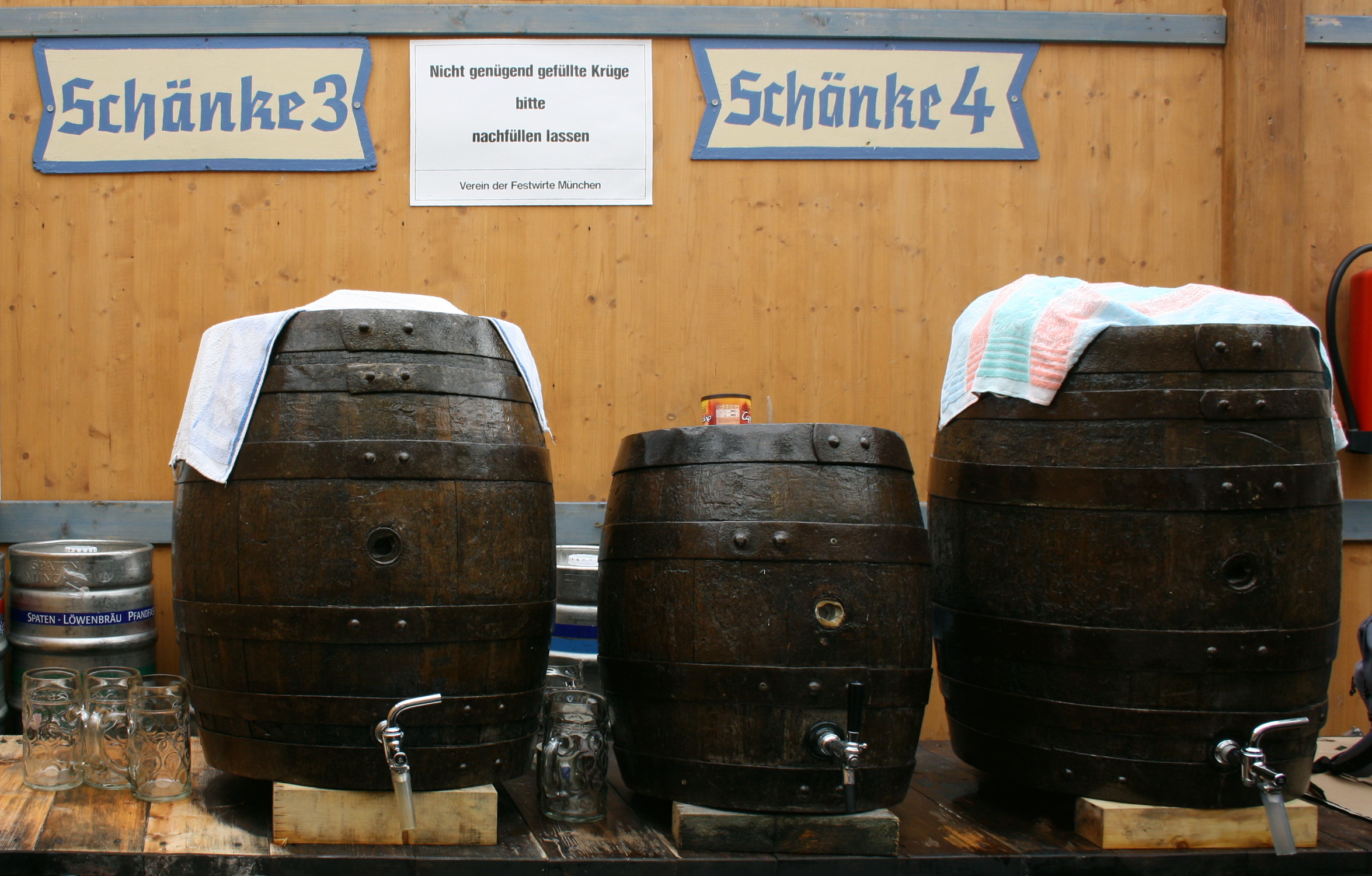
Tonneaux de la Schottenhammel.

Après l'arrivée du défilé sur la Wiesn, le maire se rend dans la tente Schottenhamel pour y ouvrir le premier tonneau. Cette tradition date de 1950 et a été initiée par Thomas Wimmer, le maire de Munich de l'époque,. À midi pile, avec l'annonce en dialecte bavarois « O’zapft is! » (en haut allemand : « Es ist angezapft », soit « le tonneau est mis en perce », « la bière est tirée »), il ouvre officiellement l'Oktoberfest et permet ainsi aux autres tentes de commencer à vendre la bière. Depuis 1978, l'habitude a été prise de donner la première Mass au ministre-président bavarois.
Chaque année, on observe avec attention le nombre de coups de maillet sur le robinet que devra donner le maire avant que la bière ne se mette à couler. Il y a même des paris sur le sujet. Le record est de deux coups : Christian Ude en 2005, 2008, 2009, 2010 et 2011, ; la pire performance est à mettre au passif de Thomas Wimmer en 1950, qui, par manque de préparation à cette tâche, a dû asséner dix-neuf coups,.

### Défilé costumé

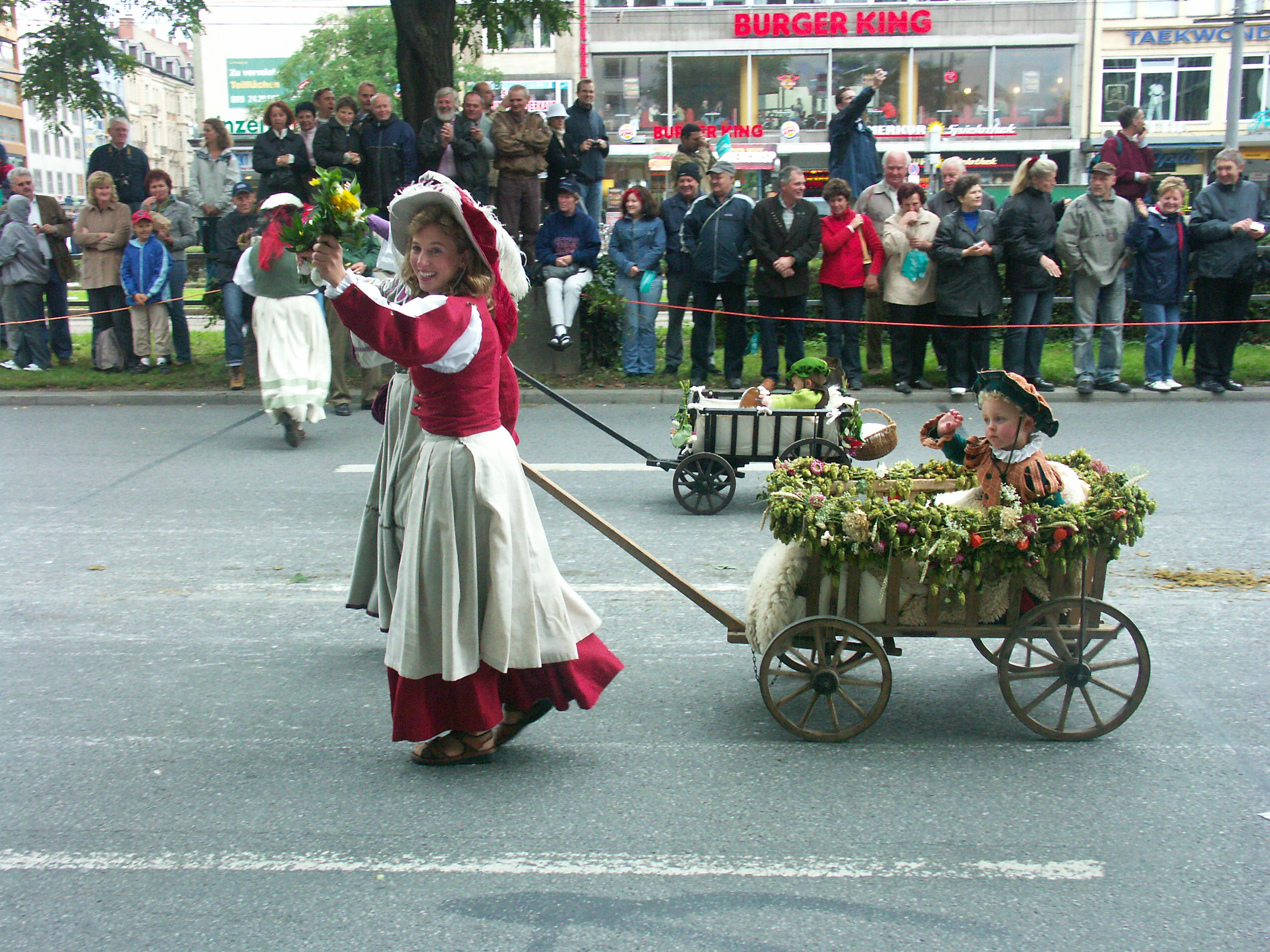
Défilé à pied en habit d'époque.

La Bavière a une longue tradition de défilés costumés, pour des occasions religieuses ou pour accueillir des hôtes de marque tel que l'empereur ou le pape. En ce qui concerne l'Oktoberfest, ces défilés étaient d'abord réservés aux années de jubilé ou de mariage princier, comme en 1835, 1842, 1895, 1910 et 1935. Ainsi, en 1835, environ 1 000 personnes défilèrent de la résidence de Munich à la Theresienwiese. En 1910, ils étaient 2 000, avec treize fanfares et quatre-vingts drapeaux. À partir de 1948, le défilé (Trachten- und Schützenzug en allemand) revient chaque année.
Le défilé actuel est composé de soixante groupes. Comme le défilé inaugural, il est ouvert par le Münchener Kindl, une jeune fille déguisée en moine, emblème de la ville de Munich. Celui-ci est directement suivi par le maire de la ville, accompagné depuis 1978 du ministre-président bavarois. Suivent des groupes costumés, des fanfares, des porteurs de drapeaux, des groupes en uniformes et des attelages tirant des tonneaux de bière. En 2009, le défilé réunissait 8 000 participants et 250 000 spectateurs sur ses 7 km de long. Il a lieu le premier dimanche de la fête.

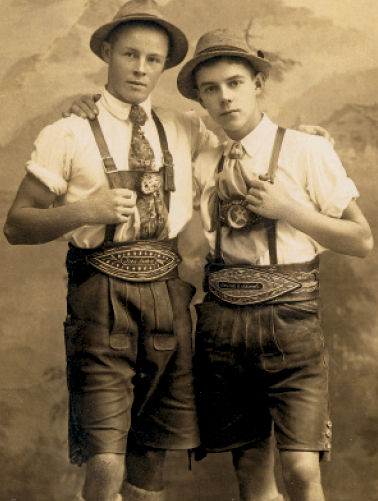
Garçons en habit traditionnel (1890).

## Tenues vestimentaires
Les années 2000 ont vu le retour des habits traditionnels sur l'Oktoberfest et sont portés par les visiteurs tant bavarois qu'étrangers. Pour les hommes, il s'agit d'une culotte de peau et à bretelle, le Lederhose. C'est un habit des paysans alpins qui est couramment complété par une chemise à carreaux, rouges et blancs ou bleus et blancs. Les chaussettes montantes couvrent les mollets mais il arrive qu'elles ne recouvrent pas le pied, dans le cas des Wadlwärmer ou Loferl. Les Lederhosen sont des habits très résistants et peuvent donc être achetés d'occasion,. Pour compléter le tout, on porte en général des chaussures de cuir basses (Haferl).
La robe Dirndl date du XIXe siècle et la mini-Lederhose sont les vêtements traditionnels féminins.
Malgré leur côté traditionnels ces vêtements font l'objet de mode et de recherche vestimentaire.

## Tentes
Toutes les brasseries munichoises — Augustiner, Hacker-Pschorr, Hofbräu München, Löwenbräu, Paulaner et Spaten — sont présentes à l’Oktoberfest où elles ont au moins une tente. Depuis le 6 août 1926, seuls les taverniers de Munich ont le droit de tenir un débit de boisson sur l'Oktoberfest. De nos jours, on compte quatorze grandes tentes permettant d'accueillir environ 10 000 personnes chacune ainsi qu'une quinzaine de tentes plus petites. Une grande partie d'entre elles datent de la fin du XIXe siècle,.
L'affluence est très forte aux heures de pointe. Depuis 1988, les tentes ferment leurs portes lorsqu'elles sont pleines. Pour mieux informer les visiteurs, la ville de Munich a mis en place un « baromètre » qui permet de déterminer les périodes d'affluence.
Les tentes servent principalement de la bière blonde. La seule l'exception est la Weinzelt — littéralement tente du vin — qui sert de la bière blanche jusqu'à 21 h puis du vin de Franconie par la suite. Il est également possible de se restaurer dans les tentes et commander avec une Mass un demi-poulet et des bretzels géants (30 cm).
Les tentes sont ouvertes de 10 h jusqu'à 23 h 30. La dernière tournée a lieu à 22 h 30, à l'exception des tentes Käfers Wiesnschänke et Weinzelt qui restent ouvertes jusqu'à 1 h.

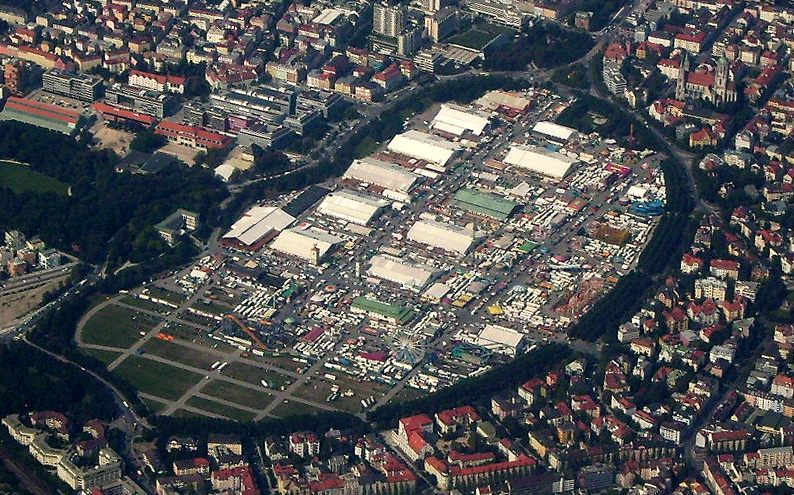
Theresienwiese la veille de l'ouverture en 2006
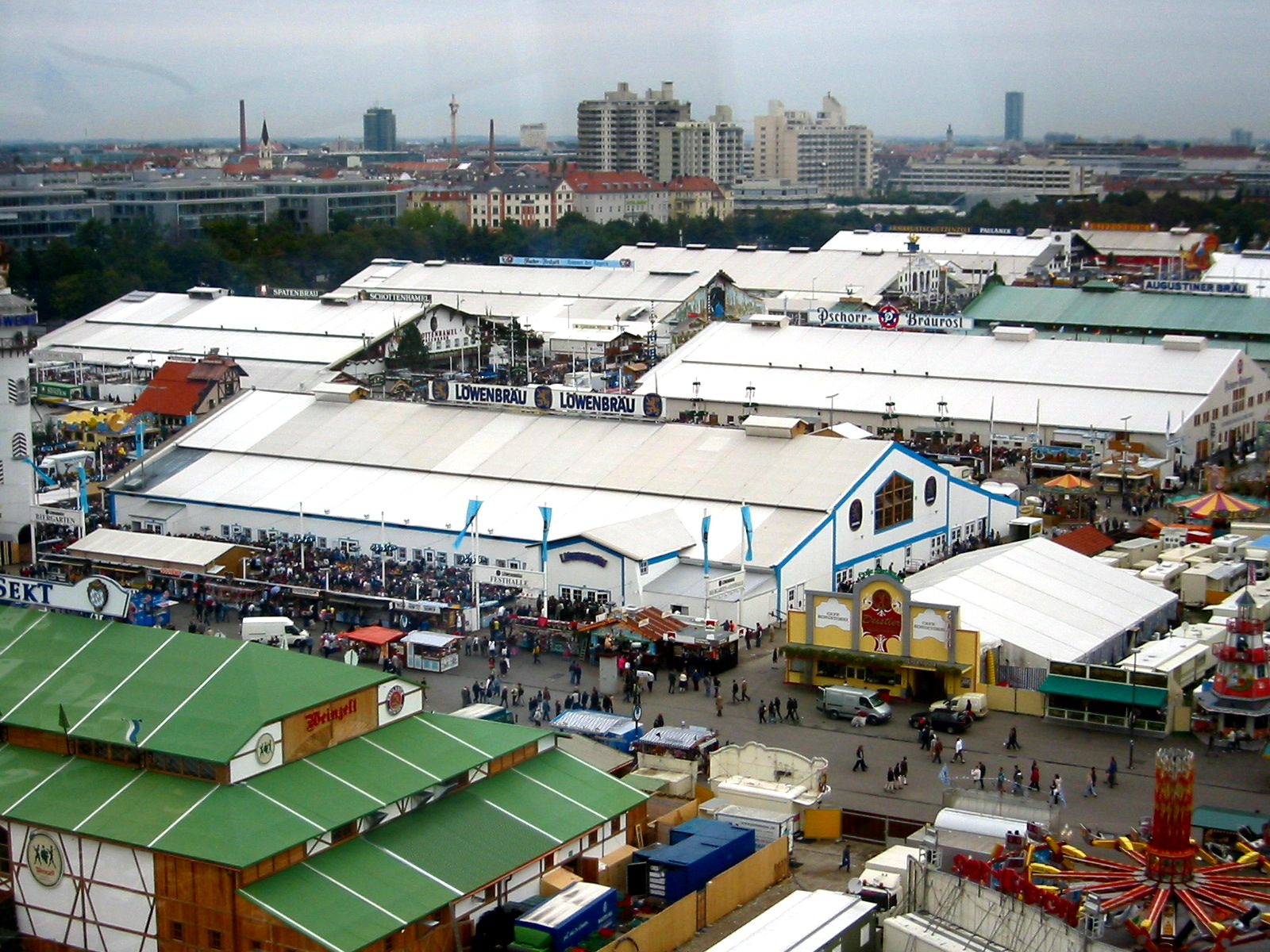
Tentes vues depuis la grande roue

## Bières et chopes

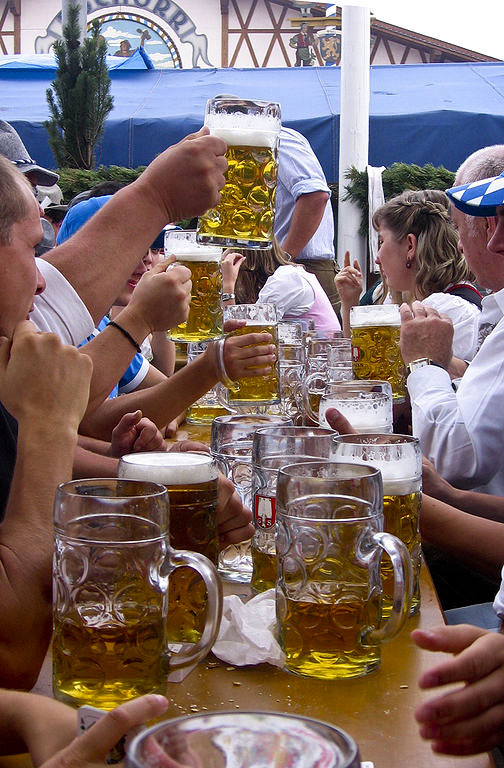
Chopes en verre

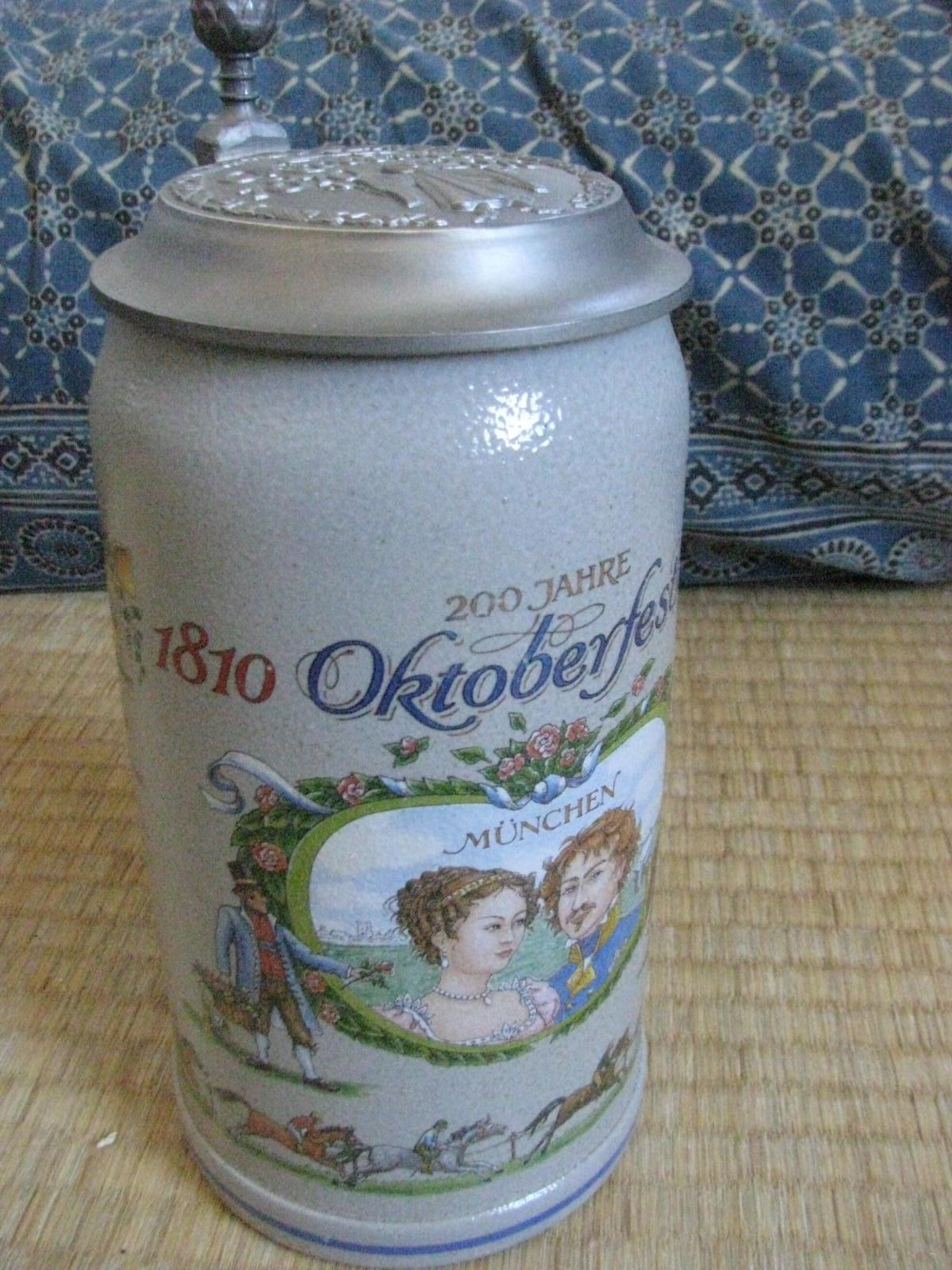
en céramique du jubilé de l'

Seules les brasseries munichoises ont le droit de vendre de la bière sur la Wiesn ; elles doivent suivre scrupuleusement le Reinheitsgebot (« loi de pureté »), un règlement strict datant de 1516 et étendu à toute l'Allemagne en 1906, établissant les ingrédients autorisés pour le brassage de la bière : l'orge, le houblon et la levure.
Parmi les dizaines de types de bières de Bavière, seuls deux ou trois sont proposés lors de la fête. L'accent est mis sur la convivialité et non sur la biérologie contrairement à certains festivals anglo-saxons. La bière de l'Oktoberfest a une densité primitive de moût comprise entre 13,5 et 14 %. Elle fermente pendant huit semaines et titre environ 2 % au-dessus de la bière blonde allemande habituelle qui fermente généralement quatre semaines. Ce procédé permettait au XIXe siècle d'entreposer la bière durant l'été sans que celle-ci ne risque d'aigrir. Depuis 1872, la bière de l’Oktoberfest est très majoritairement de la Märzenbier (« bière de mars »). Gabriel Sedlmayr est le premier à brasser cette bière en 1871 selon une méthode viennoise. Depuis 1953, on sert également de l'Edelstoff, une bière encore plus blonde, brassée par Augustiner. Une bière brune, la Dunkel, était initialement présente et a disparu progressivement : en 1981, seules deux tentes en servaient encore. Au XXIe siècle elle n'est plus proposée à la vente.
Les marques Wiesen-Bier, Wiesen-Märzen et Münchener Oktoberfestbier sont des marques déposées par l'association des brasseries munichoises depuis 1952. On peut également acheter ces bières en supermarchés ou dans les magasins spécialisés durant la période de la fête.
La bière est servie dans des chopes nommées Mass (Maß). Le terme Mass signifie « mesure » et est également l'abréviation à Masskrug « chope d'un litre ». Il n'est pas possible de commander un verre à bière de plus petite contenance, à moins de consommer de la bière blanche (Weissbier) qui est servie en volumes de 0,5 litre. Les Mass ne sont plus en terre cuite mais en verre afin de limiter la fraude sur la quantité de bière servie dans les tentes. Bien que le verre conserve moins bien la fraîcheur, il permet au client de mieux visualiser le niveau et la couleur de ce qui lui est servi.
Les chopes appartiennent aux brasseurs, il est donc interdit de les emporter. Pendant les années 1980 et 1990, le nombre de vols augmente considérablement. Pour lutter contre ce phénomène un service de sécurité spécial est mis en place à la sortie des tentes. En 2008, celui-ci a saisi 200 000 chopes volées. Les brasseurs demandent depuis de nombreuses années que le vol soit puni au moyen d'amendes systématiques. Cependant, la police ne relève que rarement l'infraction. Il est possible d'acheter des chopes de bière auprès des brasseries, un système d'identification permet aux agents de sécurité de distinguer les chopes achetées et celles dérobées.

## Musique

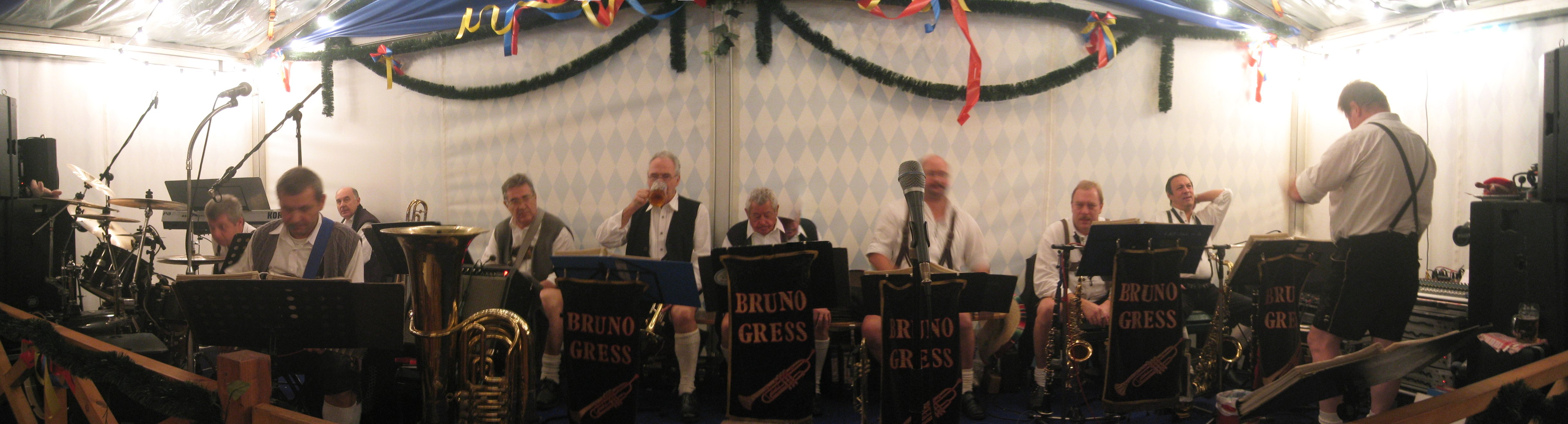
en action.

La musique joue un rôle essentiel à l’Oktoberfest. Jusqu'en 1889, les musiciens jouaient dehors, autour des débits de boisson, et la musique était très diversifiée. Elle était présente pendant la course hippique par exemple, à l'occasion de laquelle étaient joués des marches militaires ou des extraits d'opéras, de Richard Wagner notamment. L'arrivée des grandes tentes changea la donne et à partir de 1889, les musiciens n'eurent plus le droit de jouer qu'à l'intérieur. Georg Lang fit office de pionnier dans le domaine en comprenant que l'ambiance est profitable aux affaires ; c'est dans sa tente que joua la première Kapelle (littéralement « chapelle », mais désignant ici un petit orchestre). C'est aussi dans sa tente qu'en 1898 fut joué pour la première fois le célèbre refrain de Berhnard Dietrich : « Ein Prosit, ein Prosit der Gemütlichkeit! Oans - zwoa - drei - gsuffa! », qui sert encore aujourd'hui à trinquer,. Par la suite, la police essaya d'interdire les chansons à boire et, en 1922, la fameuse chanson fut ainsi interdite.
De nos jours, chaque tente possède un orchestre nommé Kapelle. Alors que jusque dans les années 1970, la musique était quasiment exclusivement traditionnelle, depuis, les Kapellen n'hésitent pas à jouer des morceaux à la mode, pourvu qu'ils soient entraînants. Chaque Kapelle et donc chaque tente a son propre style ; le public est mis à contribution de manière systématique assurant l'ambiance.
Depuis 1984, la chanson la plus jouée pendant l’Oktoberfest obtient le titre de Wiesn hit décerné par la presse locale. Parmi les récipiendaires de cette récompense, on remarque les titres suivants : Skandal im Sperrbezirk, Life is Life, Sierra Madre, Hey Baby, Macarena, Mambo No. 5, Anton aus Tirol, Viva Colonia et Männer sind Schweine.

## Attractions
Boire de la bière et se restaurer ne sont pas les seules occupations de l'Oktoberfest : environ deux-cents attractions sont présentes et assurent le caractère familial de la fête. Beaucoup de familles de forains participent à la fête depuis plus d'un siècle. On compte environ deux-cent-soixante-dix forains, qui vivent le temps de l’Oktoberfest avec leurs familles sur la Wiesn, cela représente au total 1 200 personnes.

### Grande roue

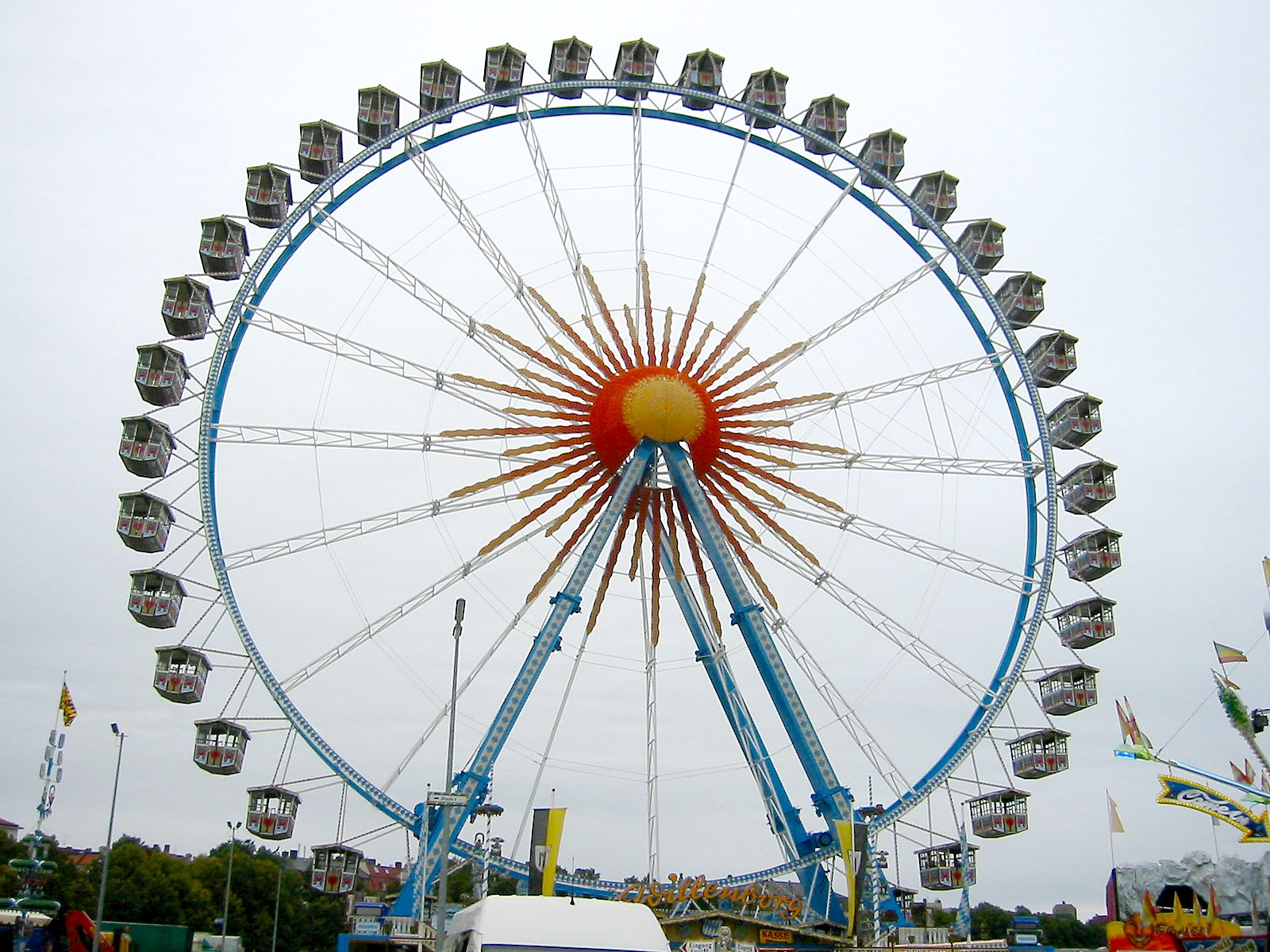
Grande roue

La première grande roue sur l’Oktoberfest a été installée en 1880 et faisait 12 mètres de haut. Depuis 1979, la grande roue atteint une hauteur de 50 mètres et permet ainsi d'embrasser du regard l'ensemble de la Wiesn.

### Hexenschaukel
Littéralement la « balançoire de la sorcière », l'Hexenschaukel est une attraction basée sur l'illusion apparue dès 1894 sur l’Oktoberfest, elle appartient alors à Carl Gabriel. L'attraction étant ancienne et demandant donc un grand soin, elle ne voyage plus de fête foraine en fête foraine mais reste à Munich où elle n'est sortie que pour l’Oktoberfest.

### Toboggan

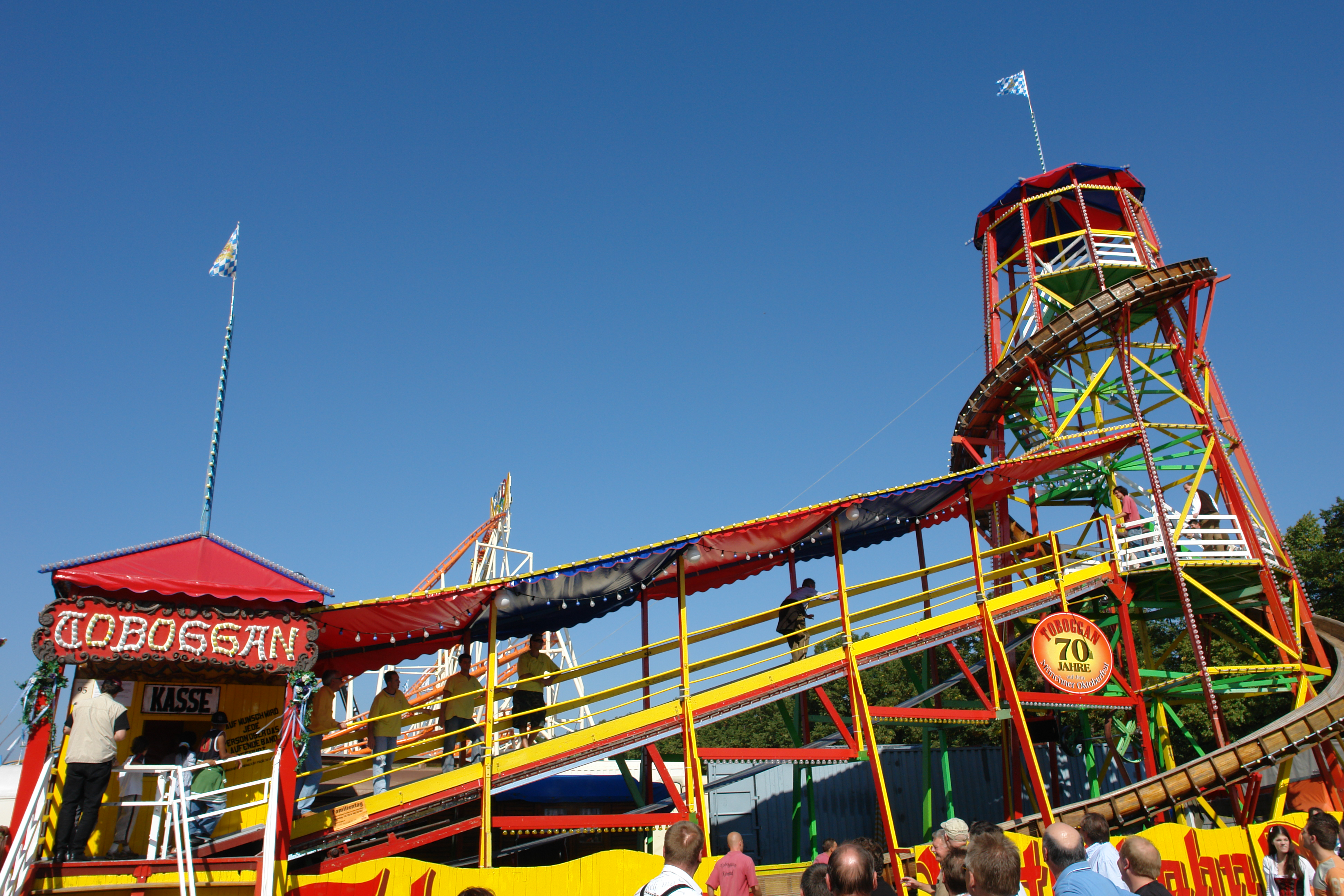
Toboggan en bois de couleur rouge, avec un escalator pour accéder au sommet

Un toboggan (le mot allemand est « Rutsche ») a été monté pour la première fois en 1907 par Franz Anton Bausch. Il fait des émules et, dès 1908, trois toboggans sont installés sur l'Oktoberfest. L'attraction actuelle date de 1933. Elle a subi depuis quelques modifications : le nombre de toboggans est passé de deux à un, la tour est devenue plus petite, et le toboggan restant est devenu mobile. Il a un dénivelé de 8 mètres.

### Teufelsrad
Littéralement « roue du diable », la Teufelsrad, installée en 1910, consiste en une roue en bois de 5 mètres de diamètre posée à l'horizontale, sur laquelle s'assied le visiteur, et qui tourne de plus en plus vite. Le défi est de rester le plus longtemps dessus. Les gérants de l'attraction de leur côté essaient de faire tomber les visiteurs au moyen de lassos. Le spectacle est commenté de manière humoristique par un « Rekommandeur », ce qui rend le jeu particulièrement divertissant. Des combats de boxe de spectateurs sont également parfois organisés sur ces roues.

### Schichtl
La Schichtl, dénommé d'après son fondateur Michael August Schichtl, présente des curiosités et des spectacles de magie aux spectateurs depuis 1869. Le tour le plus connu est celui où une personne choisie dans le public est décapitée à l'aide d'une guillotine. Il a été créé dans les années 1880. On estime à plus de 9 000 le nombre de spectateurs décapités par l'attraction,.

### Pitt's Todeswand
Le Pitt's Todeswand (« mur de la mort de Pitt ») est une attraction où des motos roulent sur les murs d'une enceinte cylindrique de 8 mètres de haut et de 12 mètres de diamètre. Les pilotes y effectuent des acrobaties afin d'impressionner le public. L'attraction date de 1934.

### Olympia Looping

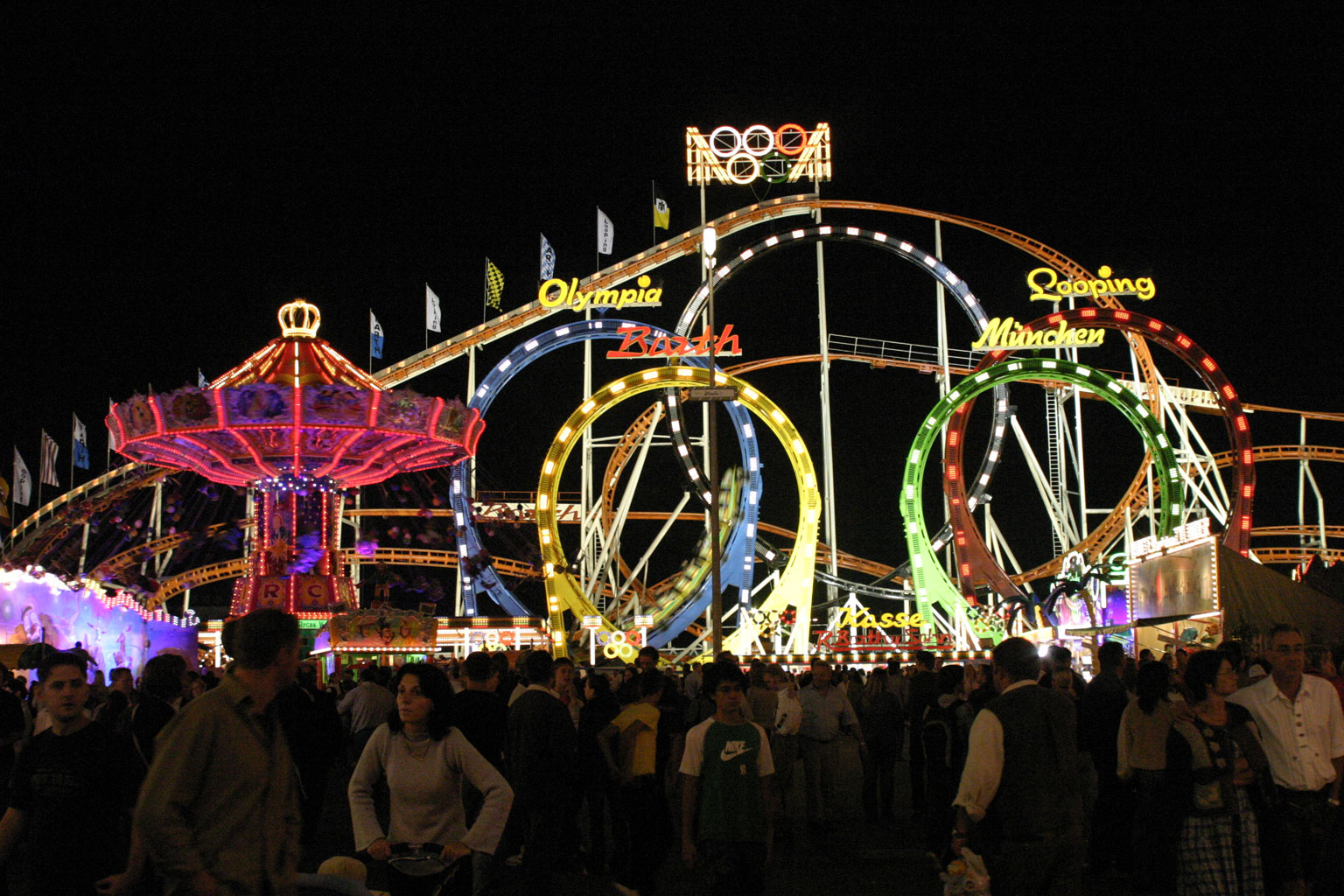
Olympia Looping de nuit

Olympia Looping est un parcours transportable de montagnes russes assises construit par Anton Schwarzkopf et Werner Stengel en 1989. Il appartient à Rudolf Barth. Il est l'un des parcours les plus grands au monde et le seul à posséder cinq loopings verticaux.

### Krinoline
Il s'agit d'un carrousel très populaire construit en 1924, mais installé seulement l'année suivante la fête n'ayant pas lieu cette année là pour cause d'inflation, et inspiré par la structure des robes de crinoline.

## Données chiffrées

### Dates d'ouvertures

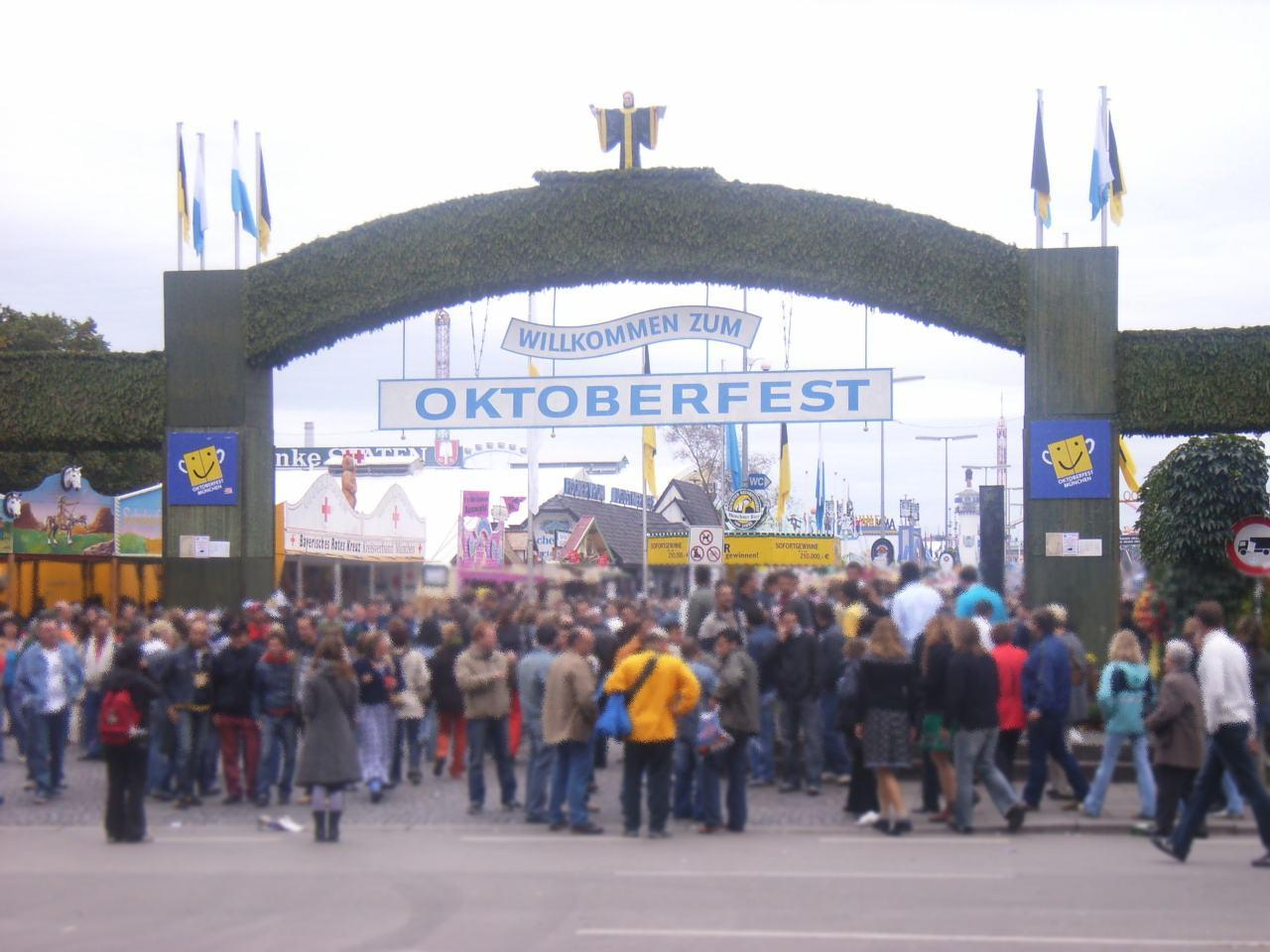
Entrée principale

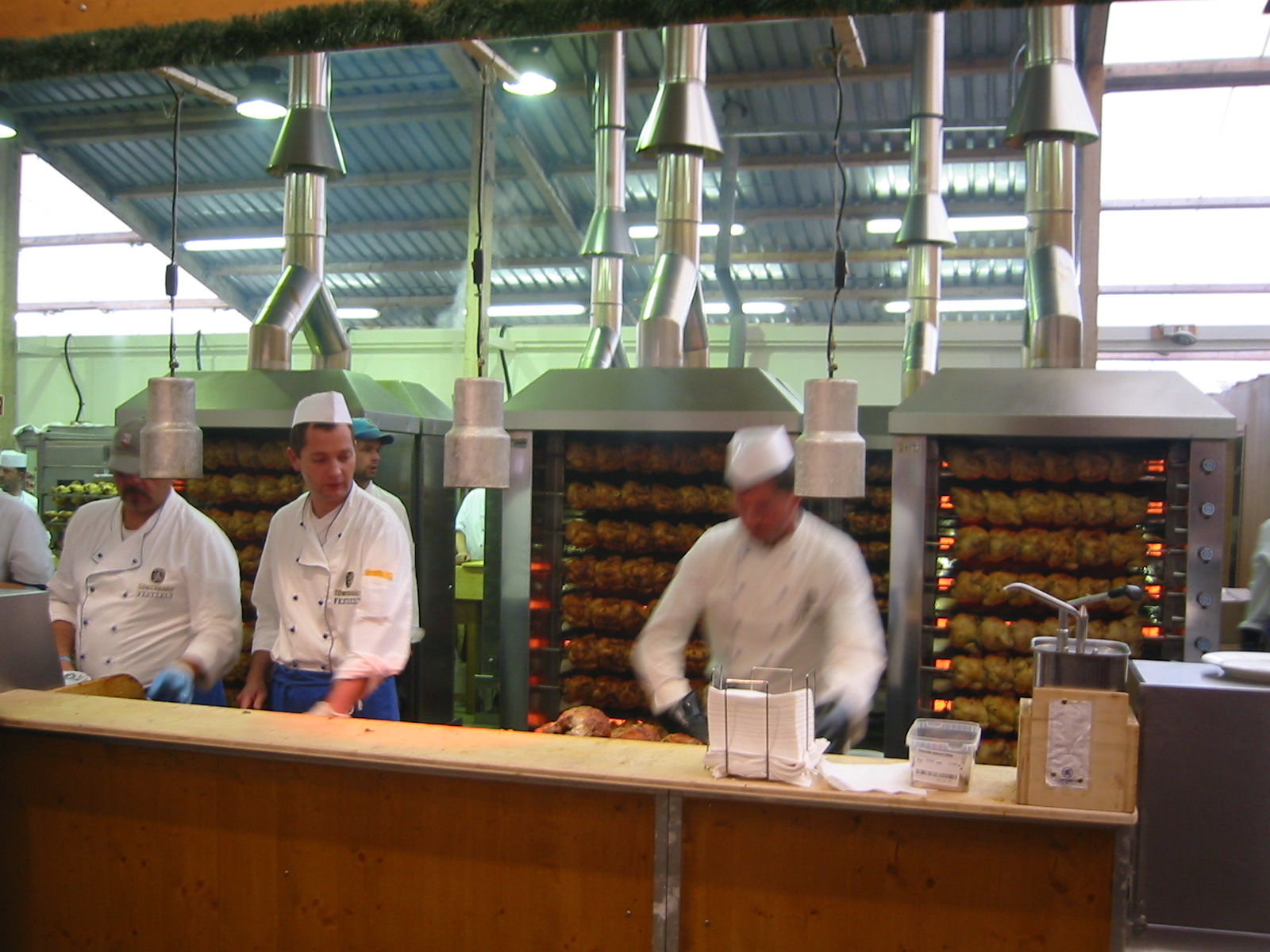
Rôtisserie de poulets

Afin de profiter de meilleures conditions climatiques, la fête débute en septembre depuis 1872. L'ouverture se fait le premier samedi suivant le 15 septembre, la clôture se fait normalement le premier dimanche d'octobre. De plus, depuis l'an 2000, la règle est la suivante : si le 1er ou 2 octobre est un dimanche, alors la fête est prolongée au 3 octobre, jour de la fête nationale allemande. La fête dure donc de 16 à 18 jours.
| Année | Dates            | Remarques                                                    | Nombre de visiteurs (millions) |
| ----- | ---------------- | ------------------------------------------------------------ | ------------------------------ |
| 2000  | 16 sep. - 3 oct. | 18 jours, petite Wiesn avec fête de l'agriculture            | 6,9                            |
| 2001  | 22 sep. - 7 oct. |                                                              | 5,5                            |
| 2002  | 21 sep. - 6 oct. |                                                              | 5,9                            |
| 2003  | 20 sep. - 5 oct. |                                                              | 6,3                            |
| 2004  | 18 sep. - 3 oct. | avec fête de l'agriculture                                   | 5,9                            |
| 2005  | 17 sep. - 3 oct. | 17 jours, avec le 3 octobre                                  | 6,1                            |
| 2006  | 16 sep. - 3 oct. | 18 jours, avec le lundi 2 octobre et mardi 3 octobre en plus | 6,5                            |
| 2007  | 22 Sep. - 7 oct. |                                                              | 6,2                            |
| 2008  | 20 sep. - 5 oct. | 175e Oktoberfest, avec fête de l'agriculture                 | 6,0                            |
| 2009  | 19 sep. - 4 oct. |                                                              | 5,7                            |
| 2010  | 18 sep. - 4 oct. | 200 ans de l'Oktoberfest                                     | 6,4                            |
| 2011  | 17 sep. - 3 oct. | Wiesn historique reconduite                                  | 6,9                            |
| 2012  | 22 sep. - 7 oct. |                                                              | 6,4                            |
| 2013  | 21 sep. - 6 oct. |                                                              | 6,4                            |
| 2014  | 20 sep. - 5 oct. |                                                              | 6,3                            |
| 2015  | 19 sep. - 4 oct. |                                                              | 5,9                            |
| 2016  | 17 sep. - 3 oct. |                                                              | 5,6                            |
| 2017  | 16 sep. - 3 oct. |                                                              | 6,2                            |
| 2018  | 22 sep. - 7 oct. |                                                              |                                |

Les tentes ouvrent le premier week-end dès 9 h, quand bien même les premières bières ne peuvent être servies qu'à partir de midi. En semaine les tentes ouvrent traditionnellement de 10 h à 23 h 30 et le week-end de 9 h à 23 h 30. Les dernières bières sont servies à 22 h 30. Les stands ont approximativement les mêmes horaires d'ouverture que les tentes.

### Statistiques

Nombre de visiteurs depuis 1980 en million (courbe rouge) ; consommation de bière en million de litres (courbe bleue),

La Theresienwiese s'étend sur 42 hectares. Les tentes en occupent 31. Le nombre moyen de visiteurs est d'environ 6 millions. Le record de visiteurs a été atteint en 1985 avec 7,1 millions de personnes. Il y a 100 000 places assises au total, dont environ un quart à l'extérieur dans les Biergärten. L'Oktoberfest emploie chaque année 12 000 personnes, dont 1 600 serveurs. On y distribue 60 000 hectolitres de bière et 500 000 poulets rôtis. Le chiffre d'affaires total était en 2009 de 450 millions d'euros.
Un sondage de 2008 montre que 53 % des visiteurs ont 30 ans ou plus, 49 % sont des femmes et 19 % sont étrangers. Les nationalités les plus représentés sont les Italiens et les Américains qui représentent respectivement 17 % et 14 % des nationalités étrangères. Les deux suivantes sont les Britanniques et les Australiens avec respectivement 12 % et 11 % du public non allemand. La grande majorité des visiteurs est formée par des habitués de la fête. Seuls 22 % des sondés viennent sur la Wiesn pour première fois et 75 % d'entre eux y viennent plus d'une journée.
La ville de Munich, organisatrice de l'événement, a fait 3,85 millions d'euros de recette en 2009, pour des dépenses à hauteur de 4,2 millions. De plus les visiteurs ont dépensé pendant les deux semaines de la fête aux alentours de 830 millions d'euros. La récession a créé un manque à gagner estimé à 120 millions d'euros. D'après le rapport de l'administration économique de Munich, chaque visiteur dépense en moyenne 61 euros.

#### Gastronomie
De nombreux plats traditionnels sont servis durant la fête : Hendl (« poulet »), Schweinebraten (« rôti de porc »), Schweinshaxe (jarret de porc), Steckerlfisch (« brochette de poisson »), Würstl (« saucisses »), Brezn (« bretzel »), Knödel (« quenelle »), Kasspatzn (« nouilles au fromage »), Reiberdatschi (« galette de pomme de terre »), Sauerkraut ou Rotkohl/Blaukraut (« choucroute et chou-rouge »), Obatzda (« fromage à pâte fraîche ») et Weisswurst (« saucisse blanche »). Quantitativement, cela représente :

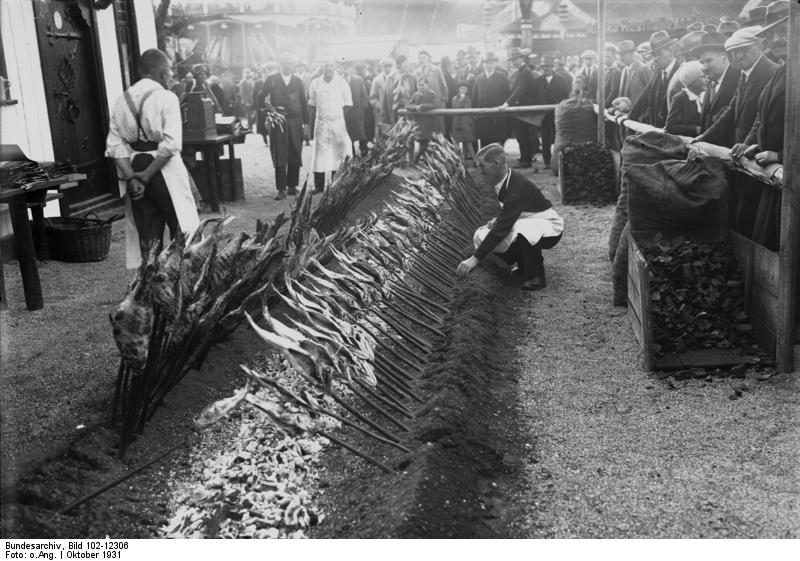
Brochettes de poissons, de 1931.

- Bière : 7 100 000 litres (dont 151 200 litres de bière sans alcool)
- Vin : 89 259 litres ;
- Mousseux : 37 733 litres ;
- Café et thé : 245 335 litres ;
- Eau et limonade : 1 028 522 litres ;
- Poulet : 505 901 unités ;
- Saucisse de porc : 119 302 paires ;
- Poisson : 40 850 kg ;
- Rôti de porc : 69 293 unités ;
- Bœuf : 119 unités[74].

### Évolution des prix

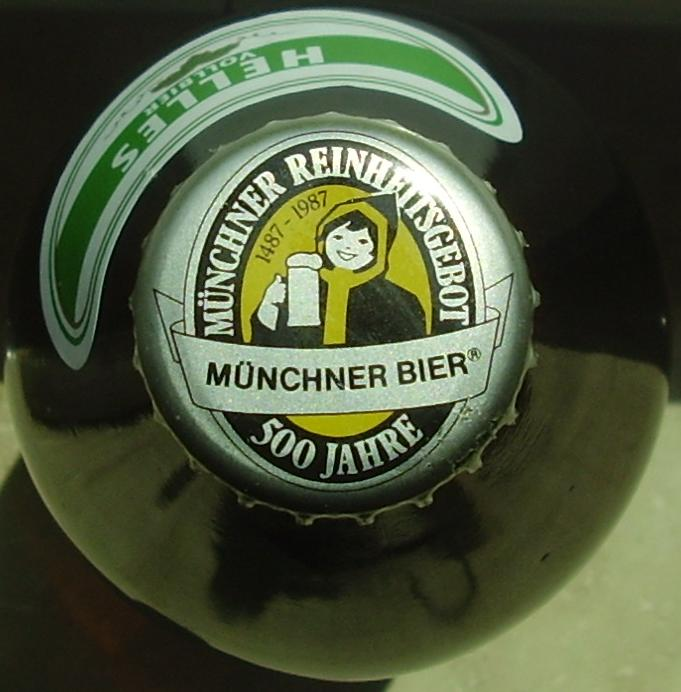
Capsule de bière du du munichois

En 2009, une banque privée a publié une étude sur l'évolution des prix à l' Oktoberfest sur la période allant de 1985 à 2009. En se basant sur un indice, l'index des prix du visiteur de la Wiesn, qui est un panier comprenant 2 Masse de bière, un demi-poulet et un aller-retour en transport en commun, l'étude conclut à une augmentation des prix de 140 % sur 25 ans. Les prix sur la Wiesn augmentent deux fois plus vite que l'inflation. La bière est le bien dont le prix a le plus monté, avec 4 % par an, soit le double des autres produits de l' Oktoberfest. L'étude en conclut que l' Oktoberfest est une zone économique spéciale. La tendance s'est encore vérifiée en 2010 avec une majoration de 3,4 %, soit bien plus que le taux d'inflation allemand. À titre de comparaison, entre 1950 et 2010, le prix de l'essence a augmenté de 347 % et celui de la bière sur l'Oktoberfest de 942 %.
D'après une étude de la ville de Munich, le prix de la bière dans la ville va, en 2010, de 6,60 € à 8,40 €.
Ci-dessous un tableau récapitulatif de l'évolution du prix de la bière ces dernières années dans les différentes tentes :
| Prix de la Mass                                           | 2001   | 2003    | 2005    | 2007   | 2008   | 2009    | 2010   | 2011    | 2012    | 2013   | 2014    |
| --------------------------------------------------------- | ------ | ------- | ------- | ------ | ------ | ------- | ------ | ------- | ------- | ------ | ------- |
| Ammer                                                     | 6,54 € | 6,80 €  | 7,20 €  | 7,80 € | 8,10 € | 8,30 €  | 8,40 € | 8,90 €  | 9,20 €  | 9,40 € | 9,80 €  |
| Armbrustschützen                                          | 6,49 € | 6,75 €  | 7,20 €  | 7,80 € | 8,20 € | 8,55 €  | 8,75 € | 9,00 €  | 9,35 €  | 9,85 € | 10,05 € |
| Augustiner Festhalle                                      | 6,39 € | 6,65 €  | 7,10 €  | 7,80 € | 8,20 € | 8,50 €  | 8,70 € | 8,95 €  | 9,30 €  | 9,60 € | 9,80 €  |
| Bräurosl-Festhalle                                        | 6,39 € | 6,70 €  | 7,15 €  | 7,85 € | 8,25 € | 8,55 €  | 8,80 € | 9,10 €  | 9,40 €  | 9,80 € | 9,95 €  |
| Fischer-Vroni                                             | 6,49 € | 6,80 €  | 7,10 €  | 7,80 € | 8,25 € | 8,60 €  | 8,60 € | 9,10 €  | 9,50 €  | 9,80 € | 10,00 € |
| Glöckle Wirt                                              | 6,29 € | 6,70 €  | 7,05 €  | 7,80 € | 8,10 € | 8,40 €  | 8,70 € | 8,95 €  | 9,35 €  | 9,70 € | 9,85 €  |
| Hacker Festhalle                                          | 6,54 € | 6,80 €  | 7,10 €  | 7,90 € | 8,30 € | 8,60 €  | 8,80 € | 9,10 €  | 9,40 €  | 9,80 € | 9,95 €  |
| Heilmaier. Hendlbraterei                                  | 6,29 € | 6,60 €  | 6,95 €  | 7,50 € | 7,90 € | 8,10 €  | 8,10 € | 8,80 €  | 9,20 €  | 9,50 € | 9,70 €  |
| Heimer. Entenbraterei                                     | 6,29 € | 6,65 €  | 7,00 €  | 7,60 € | 8,00 € | 8,30 €  | 8,30 € | 8,90 €  | 9,20 €  | 9,50 € | 9,70 €  |
| Hippodrom                                                 | 6,54 € | 6,70 €  | 7,20 €  | 7,90 € | 8,30 € | 8,60 €  | 8,60 € | 9,10 €  | 9,40 €  |        |         |
| Hochreiter Haxnbraterei                                   | 6,39 € | 6,60 €  | 6,90 €  | 7,60 € | 7,90 € | 8,40 €  | 8,60 € | 8,80 €  | 9,10 €  | 9,50 € | 9,90 €  |
| Hochreiter. Zur Bratwurst                                 | –      | –       | –       | 7,80 € | 8,10 € | 8,60 €  | 8,60 € | 8,90 €  | 9,30 €  | 9,70 € | 10,10 € |
| Hofbräuhaus                                               | 6,47 € | 6,75 €  | 7,10 €  | 7,85 € | 8,25 € | 8,55 €  | 8,80 € | 8,95 €  | 9,35 €  | 9,75 € | 9,90 €  |
| Käfer Wiesn Schänke                                       | 6,54 € | 6,80 €  | 7,10 €  | 7,90 € | 8,30 € | 8,60 €  | 8,80 € | 9,10 €  | 9,50 €  | 9,80 € | 10,00 € |
| Kalbskuchl                                                | –      | –       |         | –      | 7,90 € | 8,30 €  | 8,40 € | 8,90 €  | 9,20 €  |        |         |
| Löwenbräu Festhalle                                       | 6,49 € | 6,80 €  | 7,25 €  | 7,90 € | 8,30 € | 8,60 €  | 8,85 € | 9,1 €   | 9,40 €  | 9,85 € | 10,10 € |
| Nürnberger Bratwurst Glöckl                               | 6,34 € | 6,60 €  | 7,10 €  | –      | –      | –       | –      | –       | –       |        |         |
| Münchner Knödelei                                         | –      | 6,60 €  | 6,95 €  | 7,70 € | 8,50 € | 8,60 €  | 8,90 € | –       | –       |        |         |
| Ochsenbraterei/Spatenbräu Festhalle                       | 6,47 € | 6,75 €  | 7,10 €  | 7,85 € | 8,25 € | 8,60 €  | 8,75 € | 8,95 €  | 9,20 €  | 9,70 € | 9,90 €  |
| Paulaner Festhalle (Winzerer Fähndl)                      | 6,44 € | 6,70 €  | 7,10 €  | 7,85 € | 8,25 € | 8,60 €  | 8,80 € | 9,1 €   | 9,20 €  | 9,80 € | 9,95 €  |
| Schottenhamel                                             | 6,49 € | 6,80 €  | 7,25 €  | 7,90 € | 8,30 € | 8,60 €  | 8,80 € | 9,20 €  | 9,50 €  | 9,85 € | 10,10 € |
| Schützen-Festhalle                                        | 6,49 € | 6,75 €  | 7,20 €  | 7,90 € | 8,30 € | 8,30 €  | 8,80 € | 9,20 €  | 9,50 €  | 9,80 € | 10,05 € |
| Sieber                                                    | 5,98 € | 6,40 €  | 7,05 €  | 7,70 € |        |         |        |         |         |        |         |
| Vinzenz Murr                                              | –      | –       | 6,95 €  | 7,50 € | –      | –       | 8,80 € | 8,90 €  | 9,20 €  | 9,50 € | 9,80 €  |
| Wienerwald                                                | 6,08 € | 6,30 €  | 6,80 €  | 7,30 € |        |         |        |         |         |        |         |
| Wildmoser Hühner- und Entenbraterei                       | 5,98 € | 6,50 €  | 6,90 €  | 7,50 € | 7,95 € | 8,30 €  | 8,50 € | 8,90 €  | 9,40 €  | 9,50 € | 9,80 €  |
| Zum Stiftl                                                | –      | –       |         | –      | 7,80 € | 8,25 €  | 8,70 € | 8,95 €  | 9,40 €  | 9,70 € | 9,95 €  |
| Évolution moyenne par rapport à l'année précédente (en %) | –      | +0,42 % | +2,03 % | –      | –      | +2,46 % | +2,5 % | +3,68 % | +3,86 % |        |         |

Ces hausses de prix donnent lieu à de nombreux débats dans la presse locale. Les brasseurs se défendent en disant simplement répercuter les hausses de prix aux consommateurs. De plus, ces hausses de prix n'influent pas sur la consommation de bière totale, celle-ci étant passée de 0,68 à 1,17 Mass par personne de 1981 à 2009.

## Critiques

### Consommation d'alcool dans les allées

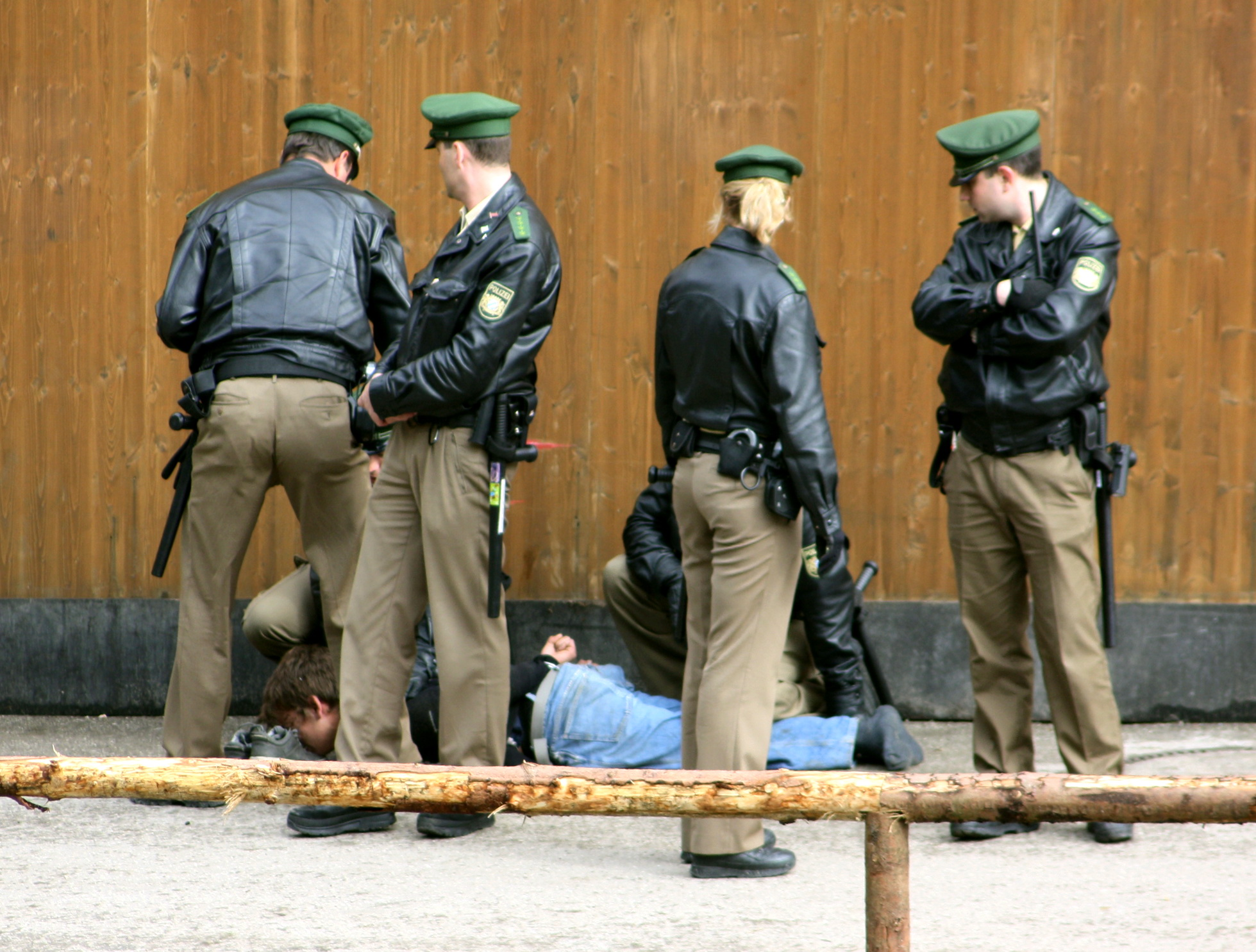
Arrestation d'une personne en état d'ébriété.

Depuis quelques années se développe un phénomène inédit sur la Wiesn : les adolescents se mettent à consommer de l'alcool, bière et alcool fort, dans les allées avant d'accéder aux tentes, et ce parfois dès 7 h du matin. Ceci s'explique par le fait qu'il est de plus en plus difficile de rentrer dans les tentes, surtout le week-end, d'une part et d'autre part pour des raisons économiques : difficile de se payer une Mass à 8,30 € quand l'on ne gagne pas encore sa vie.

### Difficultés pour réserver une table
La réservation d'une table à l'Oktoberfest est en théorie possible, cependant le touriste se rend vite compte de la difficulté de la tâche. Les tentes sont gérées en effet par des taverniers de la région de Munich qui donnent les tables en priorité aux habitués de leurs établissements. Les autres viennent ensuite remplir d'interminables listes d'attente. Cela a conduit à l'émergence d'un marché noir de revente de réservations de table, parfois fictives. En 2011, les prix montaient jusqu'à 1 850 € pour une table un samedi soir.
L'entrée dans les tentes est gratuite et aucune réservation n'est nécessaire. Les prix énormes sur le marché noir sont principalement causé par le fait que les tentes de bière doivent souvent fermer en raison de surfréquentation les vendredis et samedis soir. En outre la plupart des tentes est obligée d'exclure d'importantes parties de leurs tables des réservations.
Par ailleurs, le coût d'une réservation est lui aussi en constante augmentation. Depuis la fin des années 1990, la pratique veut que la réservation d'une table oblige à consommer un demi-poulet et deux Masse. Cependant ces dernières années, les taverniers ont augmenté cet achat minimum avec des prix avoisinants les 65 €,. La municipalité a promis d'endiguer le phénomène en édictant des règles.

### Dérive commerciale et excès
L’Oktoberfest est un des plus grands événements au monde. En termes de notoriété, un sondage mondial mené en 1999 par l'office du tourisme central allemand montrait que 91 % des sondés connaissaient l'Oktoberfest,. La fête est donc logiquement quelque peu victime de son succès. Stefan Gabanyi, dans un article du Süddeutsche Zeitung, fait un résumé des dérapages de la fête. La fête se transformerait petit à petit en un grand événement marketing où les snobs du monde entier viendraient s'amuser, bien loin de la fête conviviale et traditionnelle qu'elle prétend être. Henning Peitsmeier, journaliste au Frankfurter Allgemeine, écrit avec une touche d'ironie que les traces de la course hippique doivent être toujours présentes quelque part entre la « beuverie de masse », DJ Ötzi et un petit groupe de danse bavaroise quelque peu perdu lui-aussi.

### Fraude au remplissage
Un autre sujet à discussion est le mauvais remplissage des chopes de bière. Pour limiter le phénomène, des associations se sont formées contre ces pratiques frauduleuses dès 1898. Elles veillent à ce que les Masse contiennent au minimum 0,9 litre de bière - au lieu d'un litre -, la limite minimale fixée par la ville de Munich. En septembre 2008, Jan-Ulrich Bittlinger, président de l'association, déclarait que les Mass contiennent de facto au maximum 0,9 litre de bière. Selon lui, la responsabilité en incombe à la ville de Munich qui autorise les brasseurs à servir 0,1 litre de bière de moins aux visiteurs, ce qui représente 0,8 € par Mass. Toujours selon lui, les brasseurs exploiteraient cette tolérance dans de larges mesures. En prenant l'hypothèse de Mass de 0,9 litre, la fraude totale sur les quinze jours de Wiesn s'élève à 4,8 millions d'euros,. Le premier samedi de l'Oktoberfest 2008, l'association a testé 250 Masse de bière dans les différentes tentes. Le « record » a été alors établi par l'Augustiner Festhalle, où pas moins de 12 Masse contenaient moins de 0,8 litre de bière. De son côté l'administration chargée du respect de la loi, déclare avoir contrôlé en 2008 3 693 Mass. Parmi elles 5 % ont été considérées comme parfaitement remplies, 87 % respectant la tolérance légale sans être pleine, et donc seules 8 % enfreignaient la loi.

### Sécurité de l'

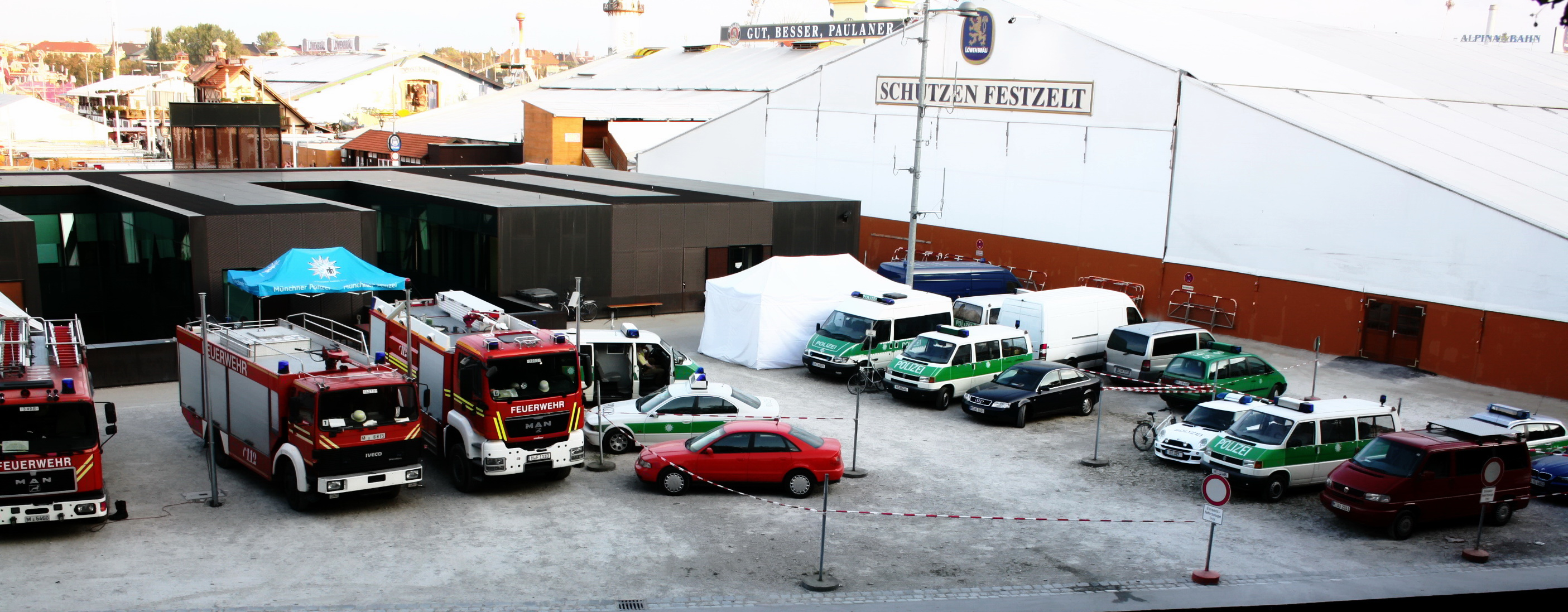
Cour de l'administration.

## Informations

### Sécurité de l'Oktoberfest

#### Sécurité des attractions
Les accidents techniques sont extrêmement rares pendant l'Oktoberfest, les attractions sont testées de manière intensive avant le début de l'événement par une société d'inspection renommée. Malgré toutes ces précautions, le 30 septembre 1996, un accident sur les montagnes russes Euro-Star causa vingt-six blessés. La raison de l'accident est une usure trop importante des freins de sécurité, non révélée par l'inspection. La ville de Munich déposa en conséquence une plainte contre l'ingénieur responsable de l'inspection pour blessures involontaires. Les poursuites ont par la suite été stoppées.

#### Services de secours

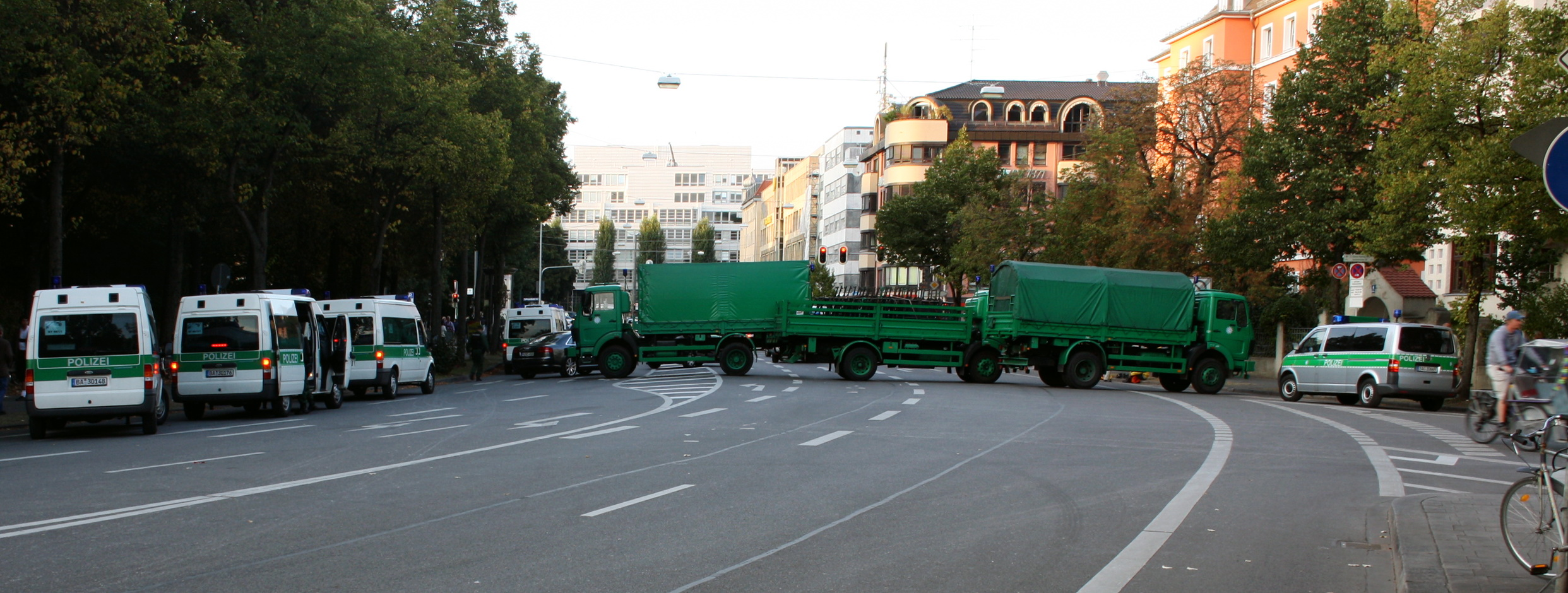
Contrôle de police

Depuis 2003, au niveau des services administratif de la Wiesn, différents services de premières urgences ont été réunis, à savoir : la police, les pompiers et un centre de premiers secours géré par la Croix-Rouge. En 2008, elle est intervenue 3 225 fois, dont 634 pour des comas éthyliques. En plus de celui de la Croix-Rouge, d'autre services de premiers secours sont mis en place : le premier se trouve dans la tente Fischer Vroni et est assuré par Aicher Ambulanz, un second géré par la Johanniter-Unfall-Hilfe se trouve dans la station de métro Theresienwiese sur demande de la MVG. Au niveau de l'administration l'on trouve toujours une ambulance et même un mini-hôpital disposant d'une petite salle d'opération. Les appels aux services de secours sont plus nombreux pendant la Wiesn qu'en temps normal, des ambulances supplémentaires sont donc mises en place.

#### Police

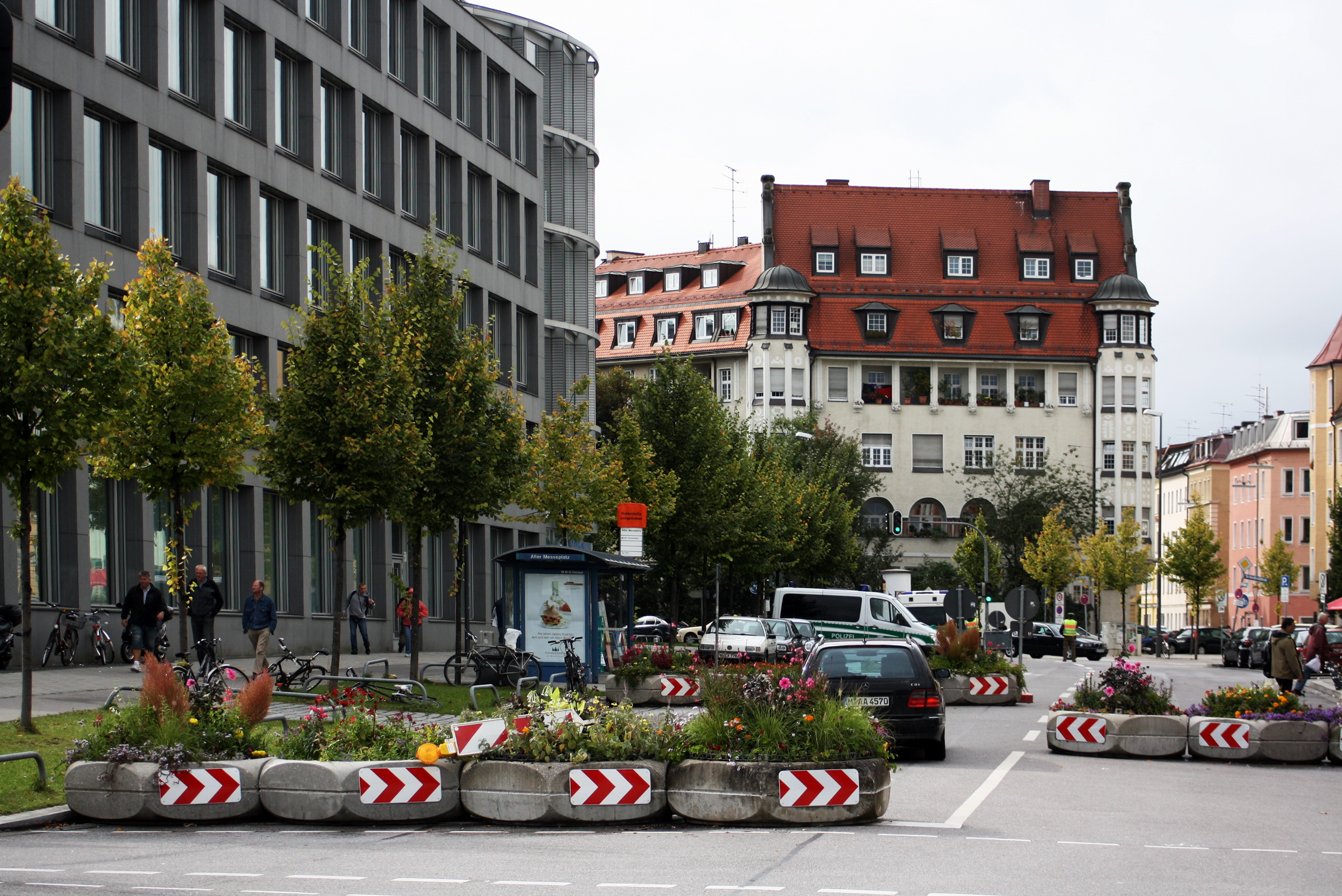
Chicanes

La police est postée en permanence sur la Wiesn, et son commissariat temporaire local possède un numéro de téléphone particulier. À cause du grand nombre de visiteurs italiens, il y a depuis 2005 une délégation de policiers provenant de Bolzano qui est également en place.
La sécurité de l' Oktoberfest a beaucoup évolué au fil des dernières décennies. Après l'attentat à la bombe de 1980, l'entrée principale de la prairie a été complètement modifiée. Depuis 2008, la Theresienwiese est interdite au public lors des préparatifs de la fête. En 2009, le périmètre dans lequel les véhicules sont interdits a été élargi et les contrôles au volant ont été plus nombreux. La raison invoquée est le risque d'attentat islamiste pendant l' Oktoberfest. En 2010, la sécurité sur l'Oktoberfest a été complètement revue. Ainsi, la zone autour de l' Oktoberfest est maintenant divisée en trois secteurs concentriques distincts, avec un accès de plus en plus restrictif. Désormais la Theresienwiese est interdite au survol lors de la fête. De plus, 170 blocs de béton ont été mis en place autour de la prairie, afin d'éviter qu'une voiture ou un camion piégé ne puisse forcer l'entrée pour exploser dans l'enceinte des festivités. Le Bavariaring est coupé, afin de permettre l'arrivée rapide des services de sécurité et de secours en cas d'attentat sur la Wiesn. Un système de radio permet de plus à la police de faire rapidement évacuer à la fois la Theresienwiese et les stations de métro environnantes. Par ailleurs, en 2008, quinze caméras surveillaient la Theresienwiese.
Depuis 2010, tous les animaux domestiques et en particulier les chiens sont interdits sur la Wiesn.
Afin de faire baisser les chiffres des vols, bagarres et agressions sexuelles autour de la Wiesn, les mesures de protections pour des visiteurs ont été élargies ces dernières années. On prendra pour exemple, l'action menée depuis 2003 et dénommée « Sichere Wiesn für Mädchen und Frauen », soit « une Wiesn sûre pour les filles et les femmes ».

#### Services d'hygiène
Pour assurer la sécurité alimentaire des visiteurs de nombreux contrôle d'hygiène sont réalisés chaque année. En 2008, sur 6 483 analyses, 703 ont donné lieu à des remarques. De plus, 130 contrôles alimentaires ont été effectués, quasiment aucun n'a enfreint la législation.

#### Objets trouvés
En 2008, 4 400 objets ont été trouvés sur la Wiesn. Les objets les plus représentés sont les téléphones portables, les cartes d'identité et les clés. En 2010 une prothèse dentaire a également été trouvée. À chaque année son lot de surprises dans les objets retrouvés. Alors qu'en 2013, l'objet le plus loufoque était un Segway, au cours de l'édition 2014, c'est une cage de transport pour chat qui a été retrouvée.

### Stockage de la bière
Depuis 1984, la bière des tentes est stockée dans des containers d'environ 5 000 l. Ils ont l'avantage, outre la contenance, de maintenir la bière à une température constante (± 1 °C) même par journée de forte chaleur. La brasserie Augustiner constitue une exception puisqu'elle n'a jamais renoncé à acheminer la bière dans des tonneaux de bois de 200 l, dit « Hirschen » soit les cerfs. Dans les années 2010, certaines tentes se mettent à installer des systèmes plus modernes. Ainsi la tente Bräurosl disposent de 4 containers de 25 000 l combinés à un système d'acheminement de la bière très performant permettant de tirer 1 200 Mass par heure. La tente Hacker a fait installer 250 m de tuyaux métalliques souterrains pour s'approvisionner à partir d'un ensemble de containers ayant pour contenance totale 100 000 l. Dans tous les cas, les containers et fûts de bière sont réapprovisionnés chaque nuit entre minuit et 10 heures par un ballet de camions.

### Alimentation énergétique et consommation d'eau

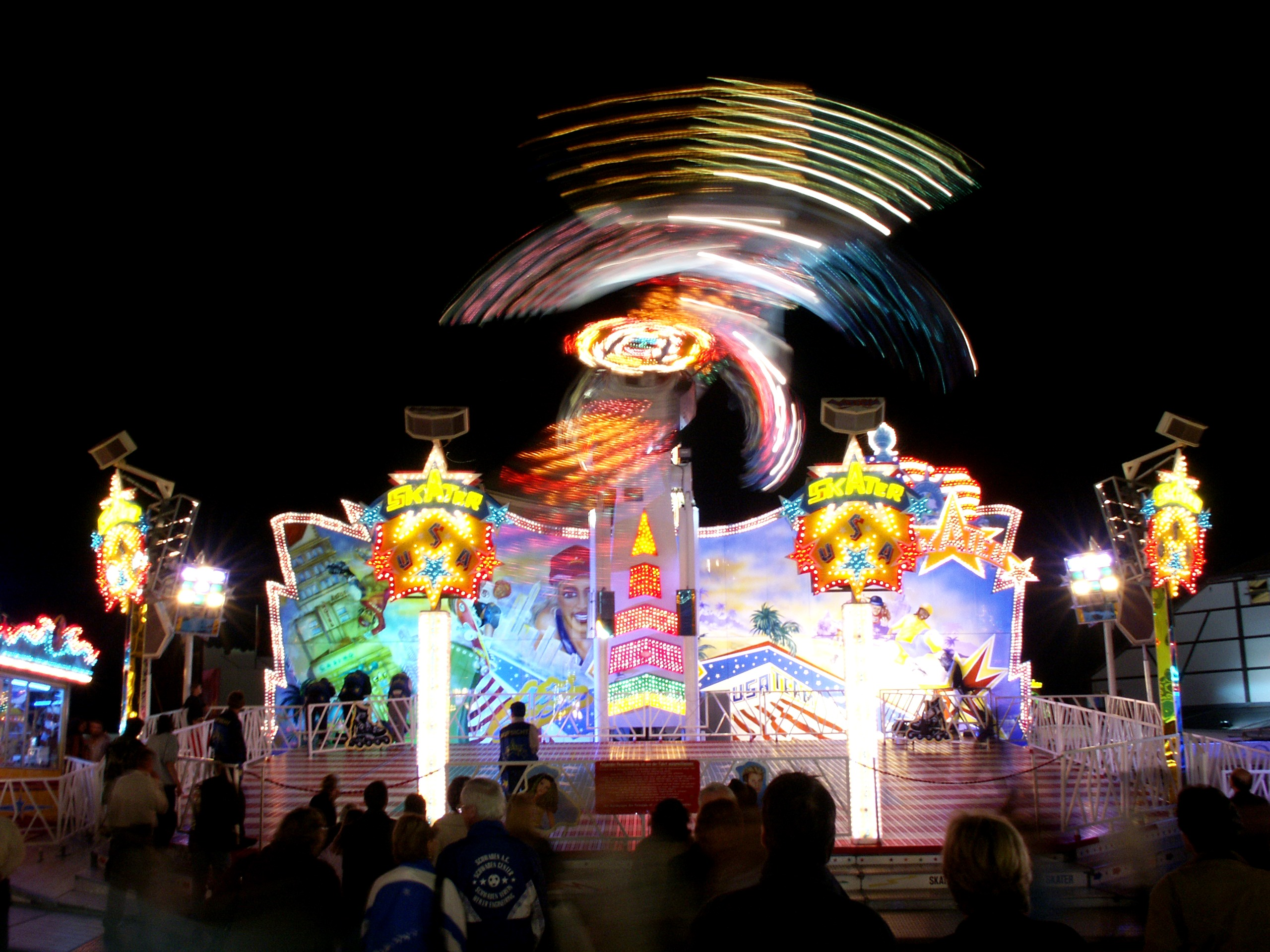
de nuit

La longueur des câbles qui alimentent la Wiesn est de 43 kilomètres. Pas moins de 18 stations de transformation sont présentes, dont certaines souterraines. La consommation totale de la fête, incluant son montage, est de 2,7 millions de kilowattheure. Une tente consomme environ 400 kilowatts, tandis qu'un parcours de montagnes russes en consomme 300. On trouve également sur la Theresienwiese quatre kilomètres de conduites de gaz pour alimenter les tentes. La consommation est de 180 000 m3 pour les cuisines et de 20 000 m3 pour les Biergärten. Le fournisseur d'énergie principal de la Wiesn est la Stadtwerke München avec 61 % des installations, elle garantit la fourniture d'une électricité non issue d'énergies fossiles. La consommation d'eau totale sur la Wiesn est de 105 000 m3.
Comme une coupure de courant, même courte, pourrait créer de la panique, tout le réseau électrique est doublé. Malgré ces précautions, une coupure d'électricité eu lieu le 25 septembre 2007. Elle a touché quatre tentes, dont deux pendant trois heures. À cause de fortes pluies, un câble s'est rempli d'eau, ce qui a fini par provoquer un court-circuit. Ce dernier a, entre autres, fait exploser la porte du container du transformateur situé près de l'hippodrome, il a donc fallu réparer. La coupure ayant toutefois eu lieu en matinée, par chance, elle n'a eu de répercussions que sur les cuisines.
Pour renforcer le réseau de téléphonie mobile sur la Wiesn, un certain nombre d'antennes relais sont installées depuis 2002 le temps de la fête.

### Transport en commun

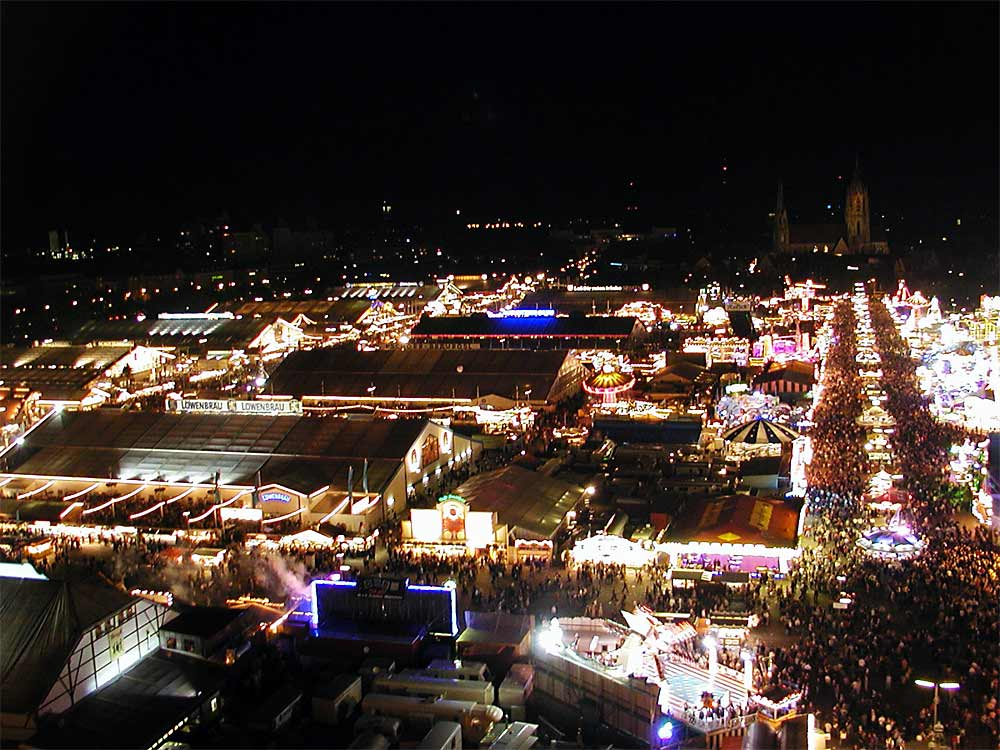
Oktoberfest 2003 vu la nuit depuis la grande roue

La MVV transporte à l'occasion de l'Oktoberfest environ 4 millions de visiteurs. Au total cinq stations de métro et de S-Bahn (RER local) desservent la Wiesn, à savoir : Theresienwiese (U4-U5), Schwanthalerhöhe (U4-U5), Goetheplatz (U3-U6), Poccistrasse (U3-U6), Hackerbrücke (S1 à 8). Malgré tout, le réseau est régulièrement saturé, en particulier en soirée. La station de métro Theresienwiese est desservie en heure de pointe toutes les deux minutes. À l'heure de la fermeture des tentes elle est parfois fermée temporairement, car complètement bondée. En plus des métros et des S-Bahn, des lignes de bus et de tramway desservent la fête. Pour assurer la sécurité de ce flux exceptionnel de passagers, la MVV et la Deutsche Bahn mettent en place des équipes spécialement pour l'événement. Cela représente jusqu'à 200 travailleurs supplémentaires chaque jour.
À cause du nombre toujours trop élevé de visiteurs qui décident de rentrer chez eux en voiture, alors qu'ils ont consommé sur la Wiesn, la police renforce ses contrôles d'alcoolémie dans la région environnante de Munich au cours de la fête. Elle va jusqu'à bloquer certaines routes et autoroutes, ce qui peut entraîner des bouchons.
Le second week-end de la fête, les Italiens viennent traditionnellement en grand nombre à la fête, venus souvent avec leurs caravanes. Ce week-end est d'ailleurs souvent surnommé « le week-end des Italiens » (Italienerwochenende),. L'administration locale essaie de canaliser ce flux de campeurs dans des zones dédiées, généralement en bordure de la ville et interdit tout stationnement dans les environs de la Theresienwiese. Par exemple les parkings de l'Allianz Arena se transforment en camping pour l'occasion. Malgré ces mesures, le stationnement autour de la Wiesn reste difficile. La fourrière effectue un gros travail dans ce secteur pour tenter d'améliorer la situation.
Depuis 2009, pour des raisons de sécurité, les stations taxi ont été déplacées, et sont maintenant un peu plus éloignées de la fête.

### Sanitaires et déchets
Chaque année 100 tonnes de déchets recyclables et 663 tonnes de déchets non recyclables sont générés par la fête. L'AWM, société chargée du traitement des ordures à Munich, est par ailleurs impliquée dans une politique de réduction de la production de déchets ou au moins de leur triage sur l'Oktoberfest. Pour parvenir à cet objectif, et pour préserver le caractère traditionnel de la fête, la mairie de Munich a interdit depuis 1991 l'utilisation de vaisselle jetable et a instauré le tri sélectif sur la Wiesn. De nombreuses tentes économisent désormais l'eau en réutilisant celle servant à faire la vaisselle dans les toilettes de l'événement. Chaque année 6 400 m3 d'eau sont ainsi économisés. Les allées sont nettoyées tous les matins afin d'en assurer la propreté. L'opération nécessite chaque année entre 162 et 282 m3 d'eau et permet de récolter de 180 à 243 tonnes de détritus. Ces opérations de nettoyage sont financées conjointement par la mairie de Munich et par des sponsors de l'événement.
En 2004, les files d'attente aux toilettes étaient devenues si longues, que la police a dû intervenir pour y maintenir l'ordre. En conséquence, le nombre de toilettes a été augmenté de 20 % dès l'année suivante. En 2008, il y avait 17 toilettes, toutes gratuites, sur la Wiesn. Ensemble ils rassemblent 964 cabinets, 878 mètres d'urinoir, auxquels s'ajoutent 17 toilettes pour handicapés.
Les visiteurs utilisant en grand nombre les cabinets pour passer leurs appels téléphoniques « au calme », il a été prévu dès 2005 de mettre en place des cages de Faraday et des brouilleurs afin d'enrayer le phénomène. Toutefois, les cages de Faraday étant très chères et les brouilleurs étant interdits en Allemagne, on se contenta de mettre en place des panneaux rappelant l'interdiction de téléphoner depuis les WC.

## Influences

### Fêtes similaires
Si la fête de la bière munichoise est la plus célèbre, il en existe de nombreuses autres en Allemagne, surtout au Sud ; l’Oktoberfest de Hanovre étant la plus importante au Nord, attirant plus d'un million de personnes chaque année. La Cannstatter Volksfest de Stuttgart est la deuxième plus importante fête de la bière.
Une Oktoberfest importante a lieu aussi chaque année à Kitchener, Ontario (Canada), avec 700 000 visiteurs. Aux États-Unis, aussi, des fêtes comparables sont organisées dans de nombreux endroits. On en trouve même au Brésil où la plus réputée à Blumenau (dans l'État de Santa Catarina) attire 600 000 visiteurs. Même à Antananarivo (Madagascar), un événement similaire suscite l'engouement.

### Films & séries
L'Oktoberfest a inspiré de nombreux films. Cela va du policier, comme le film allemand éponyme de 2005 de Johannes Brunner : Oktoberfest, à la comédie comme le film américain de 2006 de Jay Chandrasekhar : Beerfest. L'action de Ah ! quel plaisir de pouvoir s'en servir ! de Hans Billian se passe pendant l'Oktoberfest. Un premier long métrage du nom de l'événement avait déjà été tourné en 1987 par Dragan Kresoja. En octobre 2020, une série Netflix de 6 épisodes intitulée: Oktoberfest: Beer & Blood a également vu le jour.

### Littérature
Richard Bauer et Fritz Fenzl, dans leur livre de 1985, font un recueil d'extraits de la littérature allemande faisant référence à l’Oktoberfest. Parmi les passages cités on trouve : le Zigaretten-verkäufer de Herbert Achternbusch, Die wunderbare Isis de Oskar Maria Graf, Vervolgt vom Schicksal de Hans Hellmut Kirst, Die Riesendame der Oktoberwiese de Joachim Ringelnatz, Auf geht's de Eugen Roth, Münchenerinnen de Ludwig Thoma, Tingeltangel das Oktoberfest de Karl Valentin, ainsi que Oktoberfest de l'auteur américain Thomas Wolfe. Au total pas moins de 31 textes en rapport avec l'Oktoberfest sont reproduits.

### Jeux vidéo
Oktoberfestmanager est un jeu de simulation allemand développé par United Soft Media en l'honneur de "La Fête de la bière de Munich.
L'événement annuel saisonnier « La Fête des Brasseurs » dans World of Warcraft, qui se déroule de la deuxième quinzaine de septembre à la première semaine d'octobre, fait également référence à cet événement.